# Municipio de Tehuacán
El municipio de Tehuacán es uno de los 217 municipios en que se encuentra dividido el estado mexicano de Puebla. Es conocido como «cuna del maíz», debido a que se encontraron en la región de Tehuacán - Cuicatlán los antiguos vestigios del cultivo de esta gramínea.Su cabecera municipal es la ciudad homónima.  
La población, según el INEGI, en el censo de población 2020 es de 327 312 habitantes, siendo el segundo municipio más poblado del estado de Puebla, por detrás del municipio de Puebla. Es parte de la zona metropolitana de Tehuacán en conjunto con el municipio de Santiago Miahuatlán.

## Toponimia

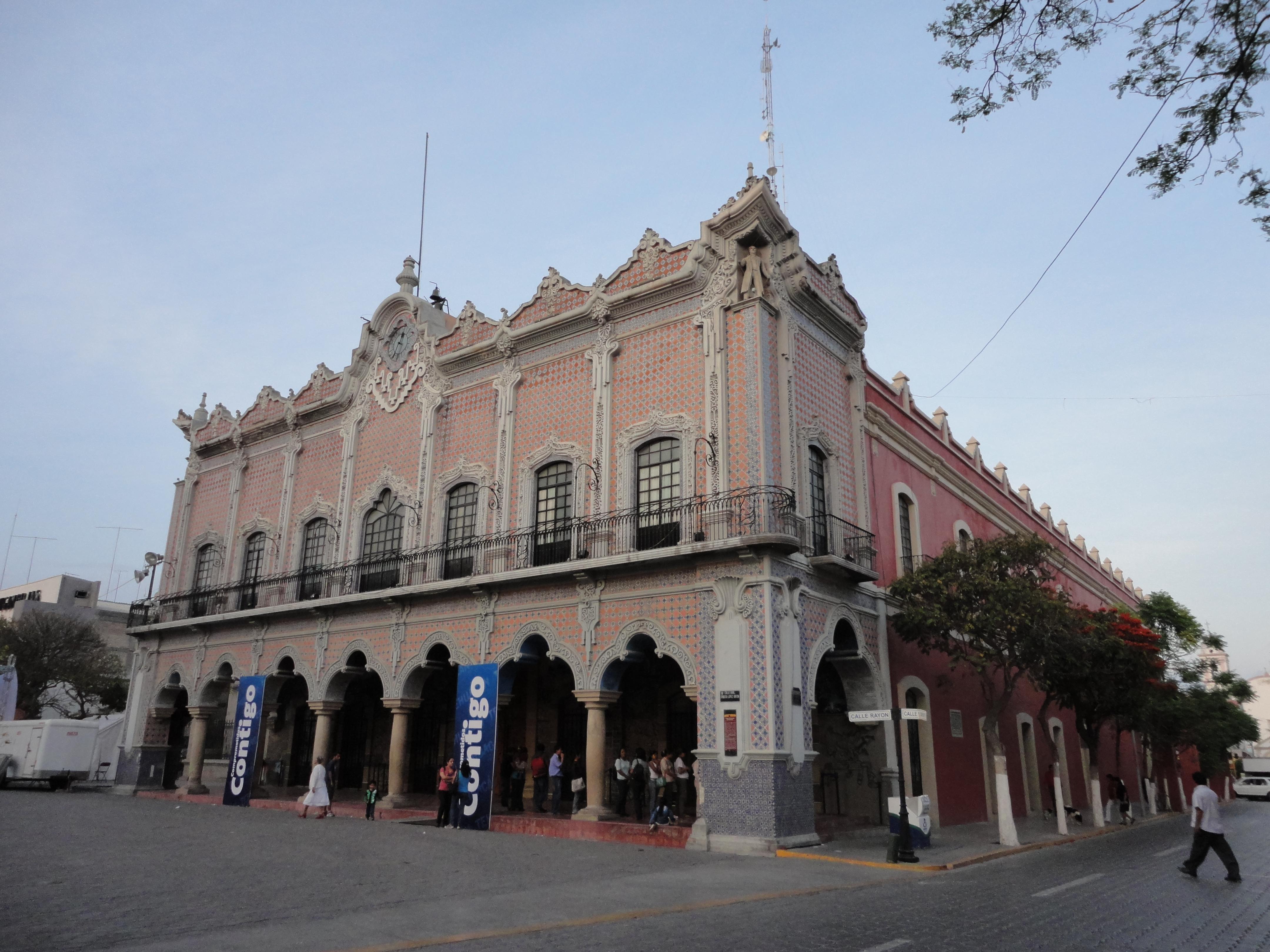
Fachada del Palacio municipal, conocido antiguamente como "Casa de Los Altos".

Tehuacán es un topónimo de origen náhuatl, cuyo significado tiene diversas interpretaciones. En los murales que adornan los portales del Ayuntamiento de la ciudad, se señalan los siguientes significados: El primero refiere que Tehuacán deriva del vocablo antiguo Tecuancan, cuyo significado sería: "Lugar de fieras o tigres" (Tecuan: fiera o tigre; y Can: lugar). El segundo significado sería: "Lugar de los que tienen piedras" (Tetl: piedra; Hua: particular que expresa tenencia o posesión; y Can: lugar), refiriéndose a la población llamada "Tehuacán de Las Granadas", nombre con el que se conoció a la ciudad durante la época virreinal y en los primeros años del México independiente. El tercer significado sería: "El que tiene a Dios", o bien "Lugar de los que tiene a Dios", así como "Lugar de dioses" (Teohua: sacerdote dedicado al servicio de Huitzilopochtli, que a su vez deriva de Teotl: dios; Hua: tenencia o posesión; y Can: lugar).
En mixteco, la ciudad fue denominada como Yucutoñaña, cuyo significado sería: "Cerro de la peña del tigre o fiera" (Yucu: cerro o monte; To: apócope de toto, es decir, peña; y ñaña: tigre o fiera. Por lo cual, otra de las posibles hipótesis sería que el nombre de Tehuacán tenga un origen mixteco, siendo recogido dicho vocablo por los pueblos nahuas, especialmente los mexicas, siendo ésta la vía para su posterior inclusión en el español.

## Historia
Cuna del Maíz.

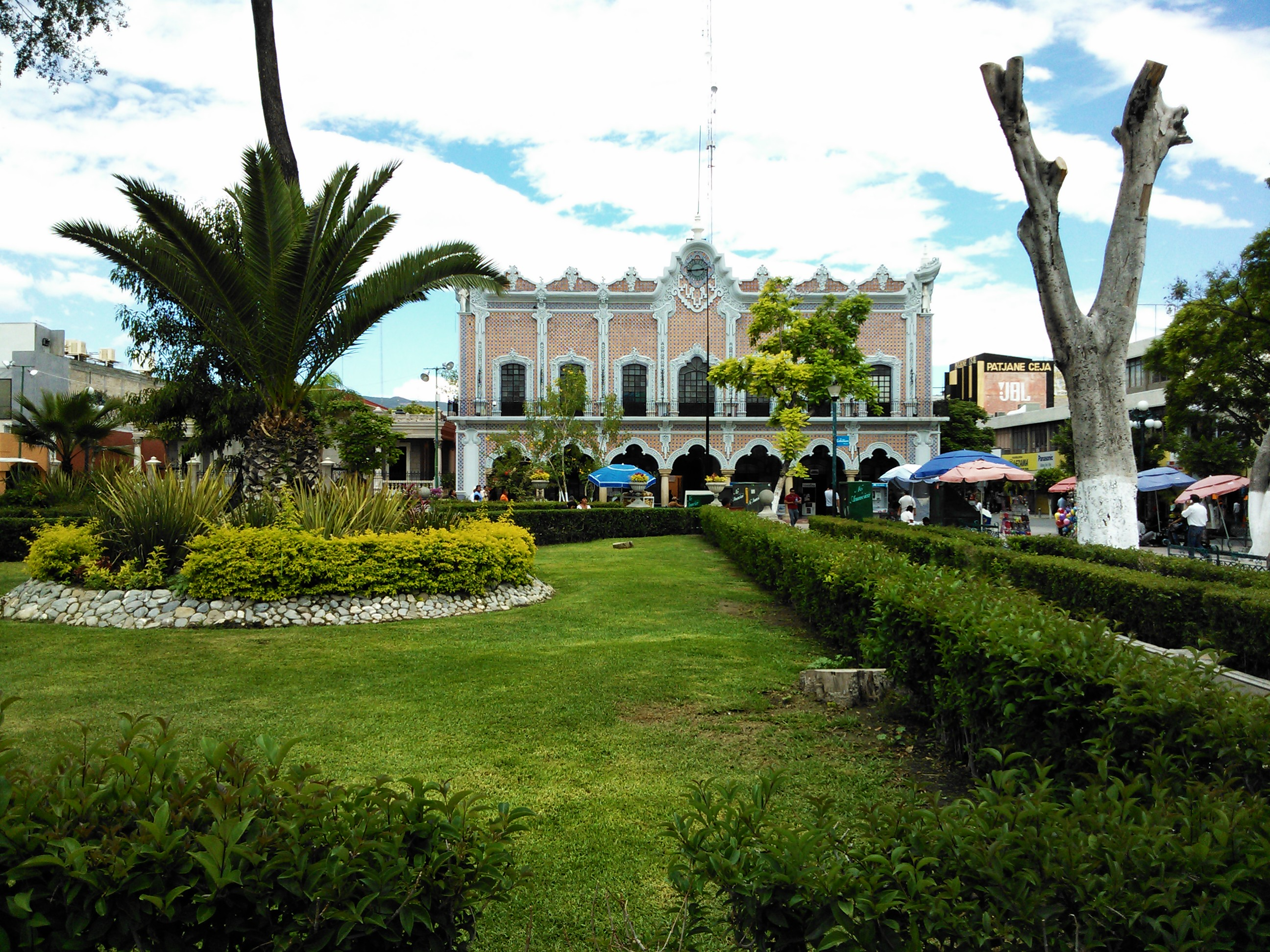
Parque Juárez, vista al palacio municipal.

Con base en diversos estudios y análisis, se logró determinar que la región de Tehuacán tiene el prestigio de ser la cuna del maíz. El cultivo del maíz prehistórico y silvestre ocurrido en la zona desde hace siete mil años antes de Cristo. 
En el año de 1960, culminaron los trabajos del arqueólogo estadounidense Richard S. MacNeish, en la Cañada de Tehuacán, concretamente en las Cuevas de Coxcatlán (“donde los collares de joyas”) y del Texcal (“téxcatl”, el espejo), donde halló las muestras más antiguas de teocintle (teocinte, teocintli: “la mazorca divina”), el antecesor silvestre del maíz, con una antigüedad de hasta 5,000 años.  
Época prehispánica.
a) La cultura Popoloca en Tehuacán.
El pueblo originario que habitó Tehuacán fue la cultura Popoloca. Dicho pueblo estaba organizado en cuatro señoríos: Tecamachalco, Tepexi y Tehuacán, en el ahora Estado de Puebla; así como Coixtlahuaca en el actual Estado de Oaxaca. Estos tenían su principal señorío en Coixtlahuaca, y eran tributarios del imperio Mexica. La cultura Popoloca estuvo en íntimo contacto con la Mixteca, recibió de ésta muchas leyes, costumbres y conocimientos artísticos. La lengua Popoloca tiene semejanza con el Mazateco y el Mixteco.
La etapa de apogeo de los pueblos popolocas y especialmente los que habitaron en la gran urbe de Tehuacán NdachJian, corresponde al periodo postclásico, época que abarca desde el siglo X d. C. hasta el siglo XV d. C., cuando fueron sometidos por los mexicas.
b) Tehuacán Ndachjian o Tehuacán Viejo.

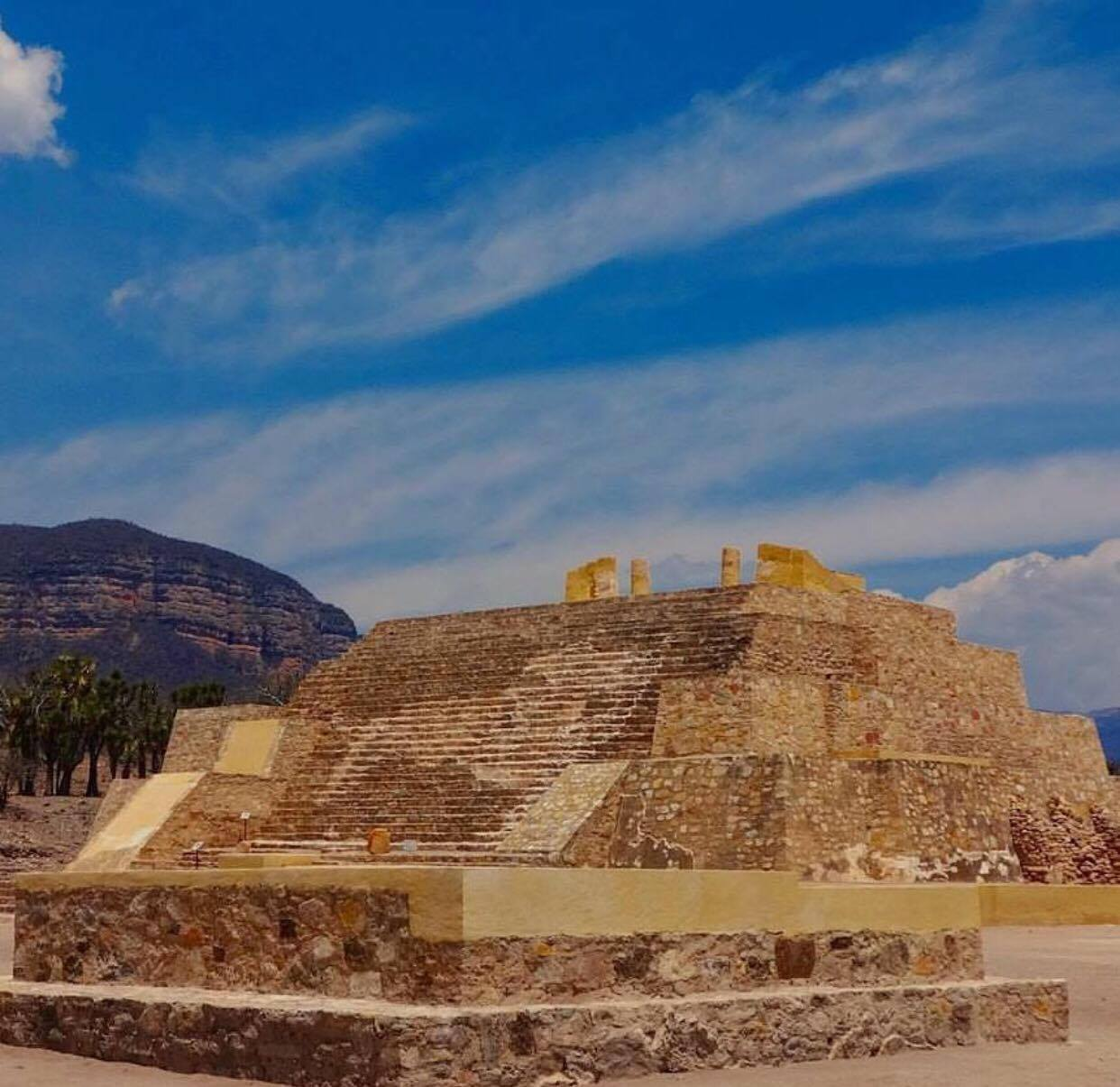
Sitio arqueológico de Tehuacán el Viejo.

El primer lugar que ocupó la ciudad de Tehuacán fue en donde hoy está el pueblo de Santa María Coapan (Tierra de Víboras). Después de permanecer centenares de años ahí, dejaron el pueblo y llegaron a Calcahualco (que significa; "cuna de los ricos y elegantes"), conocido hoy como Tehuacana Viejo.
El sitio arqueológico de Tehuacán Ndachjian, pertenece a uno de los cuatro Señoríos Popolocas cabecera de provincia, Junto con Tecamachalco, Tepexi el Viejo, en el actual estado de Puebla y Coixtlahuaca en el estado de Oaxaca. Toda la ciudad prehispánica de Tehuacán estuvo pavimentada con pisos de cal, como gran urbe, contaba con drenajes para el control del agua pluvial, que utilizaban en las necesidades de la vida cotidiana, existiendo depósitos de agua o aljibes asociados a las zonas habitacionales de élite. El campesinado vivía en los terrenos del valle, como hasta hoy, donde cultivaban la tierra y sus viviendas fueron las típicas casas popo/ocas de un solo cuarto, construidas con bajareque, techos de palma y terminaciones en los extremos -que por su forma se les ha llamado orejas y servían para ventilación.
De acuerdo a las crónicas, se sabe que Moctezuma I, señor de México, debió conquistar primero Tehuacán para poder continuar hacia Coixtlahuaca, lo que no fue fácil, pues los habitantes de la ciudad lucharon con todas sus fuerzas, refugiándose en la fortaleza de Cerro Colorado.
Xelhua, conquistador nanolca, se posesionó de estas tierras a mediados del siglo XV. Dada la fertilidad de sus tierras, ayudaron a la producción de la granada roja, y debido a eso la ciudad es también conocida como Tehuacán de las granadas. Tehuacán fue parte del Camino Real que comunicaba el Puerto de Veracruz con la Gran Tenochtitlan, lo cual influye para que la construcción del Templo Carmelita se haya destinado en la actual localización. Hallazgos arqueológicos demuestran que fue habitado por comunidades aldeanas. Su pasado se remonta hacia el 8500 a. C.
Época virreinal.

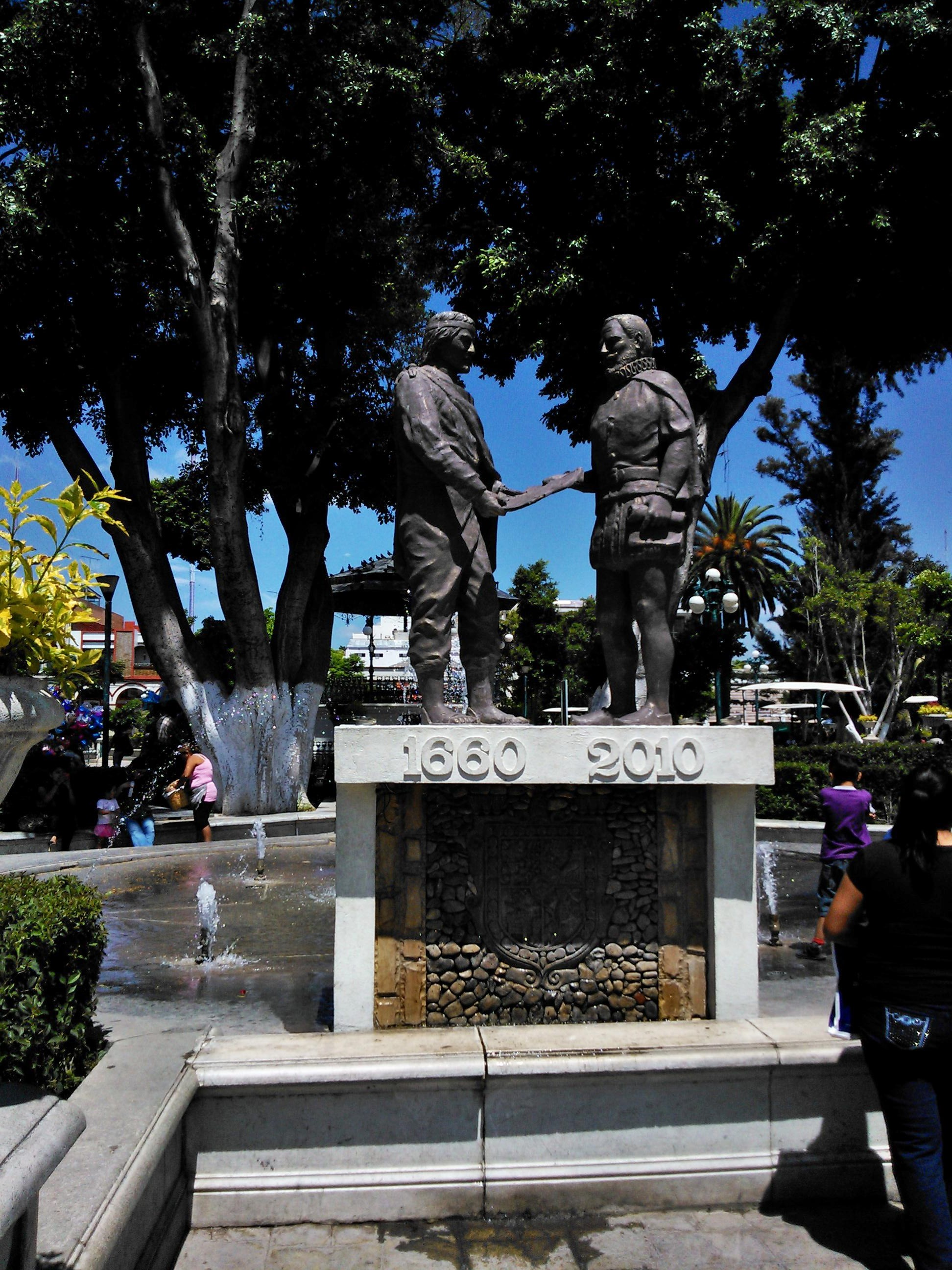
Monumento donde los indios adquieren de la Corona Española el título de Tehuacán, Ciudad de Indios.

Los frailes carmelitas descalzos empezaron a venir a la Nueva España en 1585. En el siglo XVIII, al pasar uno de ellos por Tehuacán, rumbo a Oaxaca, los habitantes españoles pidieron que fundara allí un convento, ya que para entonces Tehuacán era la población más importante de la región, con casi tres mil habitantes españoles y criollos, más los mestizos e indígenas que los doblaban en número. El hacendado Juan del Moral donó los recursos para la construcción, la aprobó el obispo de Puebla Pedro Nogales Dávila, la aceptó —tras rechazarla primero— el virrey marqués de Casa Fuerte, y finalmente se inició la fundación bajo el cuidado de fray José de la Concepción en 1747, superada de hospicio (la idea originaria) a convento formal.
Los carmelitas descalzos estuvieron a cargo de su convento (el Convento de El Carmen) hasta el año de 1857, cuando el gobierno liberal, a través de las Leyes de Reforma, nacionalizó los bienes de la Iglesia católica.
El 16 de marzo de 1660, los indígenas compraron a la Corona española el título de "Ciudad de Indios”, con la denominación de “Santa María de la Concepción Tehuacán y Cueva”, siendo ese el nombre con el que figura la ciudad en el acta de elevación de Tehuacán a categoría de “Ciudad de Indios”. Tal vez fue la única comunidad en el Virreinato de la Nueva España que compró el título de Ciudad de Indios preferido a la denominación de Villa de Españoles. Con dicha adquisición, en palabras del historiador Joaquín Paredes Colín, Tehuacán ganó los mismos privilegios que Tlaxcala ese mismo año.
Guerra de Independencia.

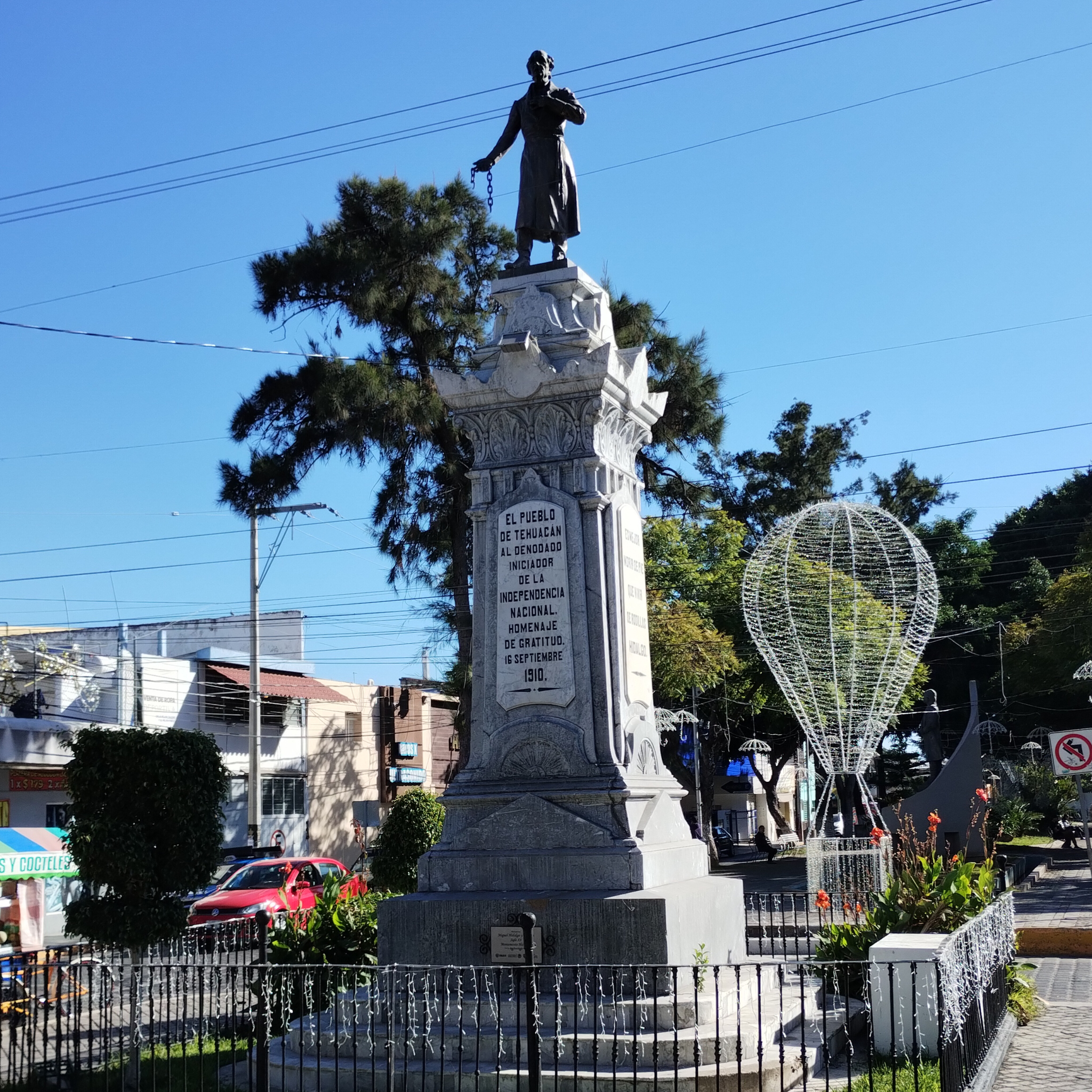
Estatua de Miguel Hidalgo y Costilla, ubicada en el Paseo Hidalgo (nombrado así en su honor) en Tehuacán, Puebla. Inaugurada en el año de 1910, con motivo de las celebraciones por el primer centenario de la Independencia de México.

a) Las primeras incursiones insurgentes. 
En 1810, el cura Miguel Hidalgo y el militar Ignacio Allende, junto con miles de pobladores, se levantaron en armas en Dolores, Guanajuato, contra la tiranía y el mal gobierno español. Bajo el grito de "mueran los gachupines" se inició la lucha por la Independencia de México. 
La posición estratégica de la ciudad de Tehuacán le dio un papel importante durante las primeras etapas de la Guerra de Independencia, siendo utilizada como cuartel militar por el ilustre caudillo Valerio Trujano. También, el general José María Morelos y Pavón, tuvo una residencia en la ciudad de Tehuacán durante ese periodo. En el Palacio Municipal, hay un mural dedicado a esta etapa de la historia de Tehuacán. El 10 de diciembre de 1811, las fuerzas insurgentes de Valerio Trujano, comandadas por su lugarteniente Figueroa, entraron a la ciudad de Tehuacán, débilmente defendida por los realistas. Días después, la plaza fue recuperada por las autoridades virreinales, siendo resguardada por un destacamento de 100 soldados realistas. El 30 de abril de 1812, la tropa insurgente de Julián Cortés tomó la hacienda de San Lorenzo, derrotando a la guarnición realista; con miras a ingresar a Tehuacán. Eso ocurre el 4 de mayo de 1812, cuando las fuerzas insurgentes atacaron y tomaron el Convento del Carmen en Tehuacán. Varios españoles fueron pasados por las armas. Los insurgentes se mantuvieron en Tehuacán hasta el 21 de mayo de 1812, cuando salen de la ciudad para acudir en auxilio de Valerio Trujano y sus fuerzas insurgentes que se encontraban sitiadas por el ejército realista en Huajuapan de León.

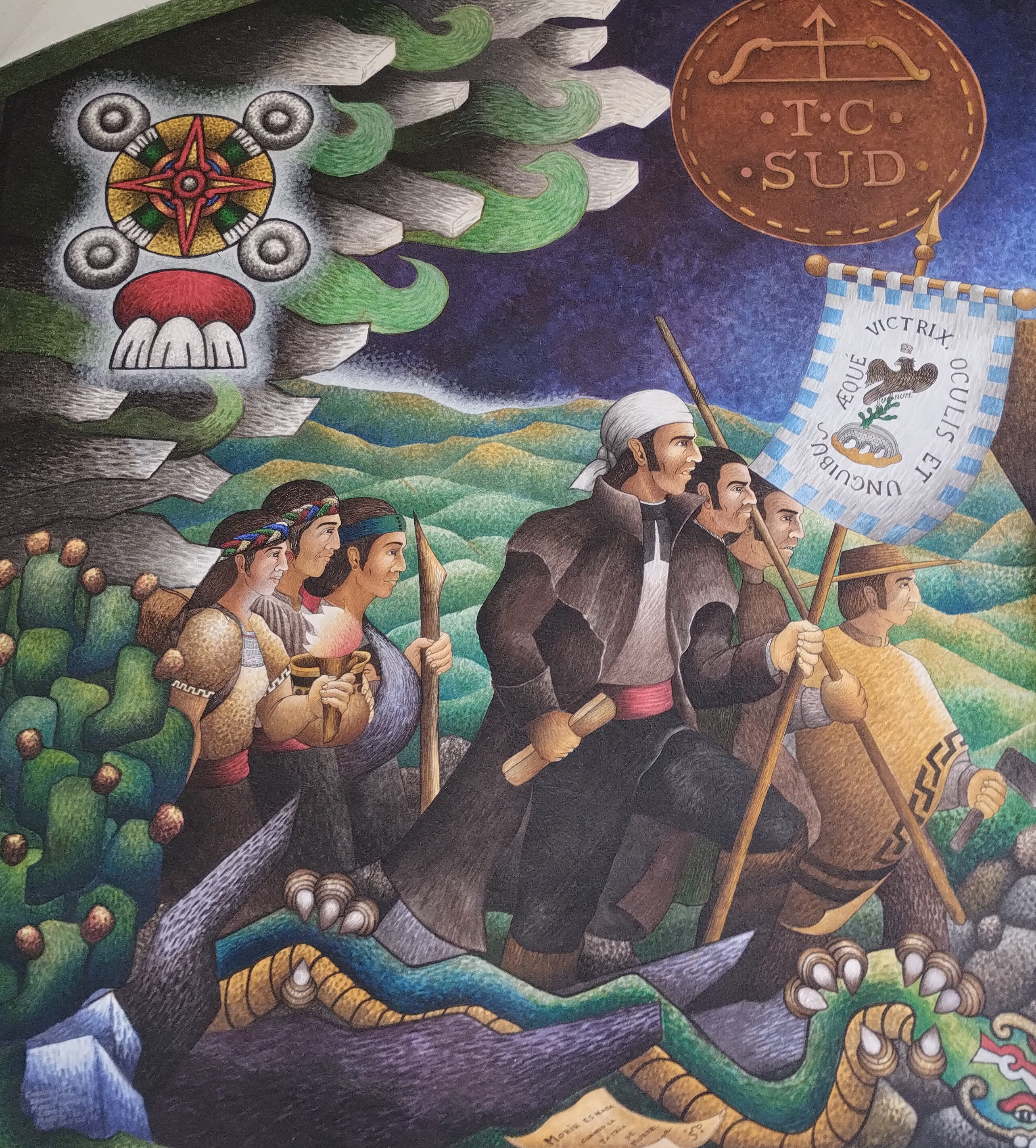
En el año de 1812, el cura José María Morelos estableció su Cuartel General en Tehuacán. Foto del mural ubicado en el Ayuntamiento de Tehuacán.

b) José María Morelos establece su Cuartel General en Tehuacán.
Cuando José María Morelos rompió el Sitio de Cuautla, en mayo de 1812, sus tropas se dirigieron primero a Huajuapan de León, para auxiliar a Valerio Trujano. Unidas las fuerzas insurgentes, Morelos se trasladó a Tehuacán, arribando a la ciudad el 10 de agosto de 1812. Posteriormente se le unirían en la ciudad, los insurgentes Juan Nepomuceno Rosains y Manuel Mier y Terán. 
Desde Tehuacán, Morelos organizó las victorias militares de San Agustín Palmar y la Toma de Orizaba. También, mantuvo una constante correspondencia con el otro gran líder de la insurgencia, Ignacio López Rayón, Presidente de la Suprema Junta Nacional Americana, destacándose el análisis que hizo de los Elementos Constitucionales propuestos por López Rayón. Son esas cartas, fechadas en Tehuacán, el primer registro documentado de la intención de Morelos de que la insurgencia debía instaurar un verdadero órgano de representación nacional, declarar la completa independencia de la América Mexicana y romper el vínculo con el rey de España, Fernando VII.
En la ciudad, Morelos trató de iniciar relaciones con el Reino Unido y lograr su apoyo militar, a través de una carta que envió a una embarcación inglesa fondeada en las costas mexicanas. Sin embargo, el capitán del buque británico rechazó la propuesta.
El objetivo principal de Morelos, durante su estancia en Tehuacán, fue reunir fuerzas para emprender una campaña militar sobre Oaxaca. El 10 de noviembre de 1812, una vez que todo estuvo preparado, el ejército insurgente, al mando de José María Morelos, junto con sus lugartenientes: Hermenegildo Galeana, Mariano Matamoros, Vicente Guerrero, entre otros caudillos; salieron de Tehuacán, con lo cual se inició la Tercera Campaña de Morelos, lo que a la postre derivó en la Toma de Oaxaca (1812).
Si bien desde el 21 de noviembre de 1812, las tropas realistas se hicieron nuevamente con el control de Tehuacán. A partir de 1814, la región de Tehuacán fue disputada entre el realista Francisco Hevia y el insurgente Ignacio López Rayón, aunque posteriormente se hizo fuerte la presencia del insurgente Juan N. Rosains. El 21 de marzo de 1814, López Rayón llegó a Santa María Coapan y poco después tomó Tehuacán, donde es recibido festivamente. Por estrategia militar, López Rayón sale de la ciudad el 27 de marzo, regresando el 25 de mayo de 1814. En ese tiempo, el Congreso insurgente le encargó a López Rayón el gobierno de la Intendencia de Puebla. Sin embargo, el 2 de junio de 1814, López Rayón tuvo que salir de Tehuacán para apoyar a los insurgentes apostados en Zacatlán. En los primeros días del mes de julio de 1814, Juan N. Rosains llegó a Tehuacán, junto con los insurgentes Guadalupe Victoria y el padre José Manuel Correa. Este último tuvo la pericia de establecer un cuartel en el Cerro Colorado para su fortificación. Pese a que el realista Hevia y sus tropas llegaron al pie de la fortaleza del Cerro Colorado, no se atrevieron a atacarla. Debido a los conflictos constantes que Rosains tuvo con el resto de los insurgentes y a su mando despótico en Tehuacán, éste es detenido para ser juzgado por el Congreso, pero logró fugarse y ser indultado por el Virrey Félix Calleja. Quedando la ciudad al mando del insurgente Manuel Mier y Terán.
c) Tehuacán, sede del Congreso de Anáhuac y capital de la Nación.

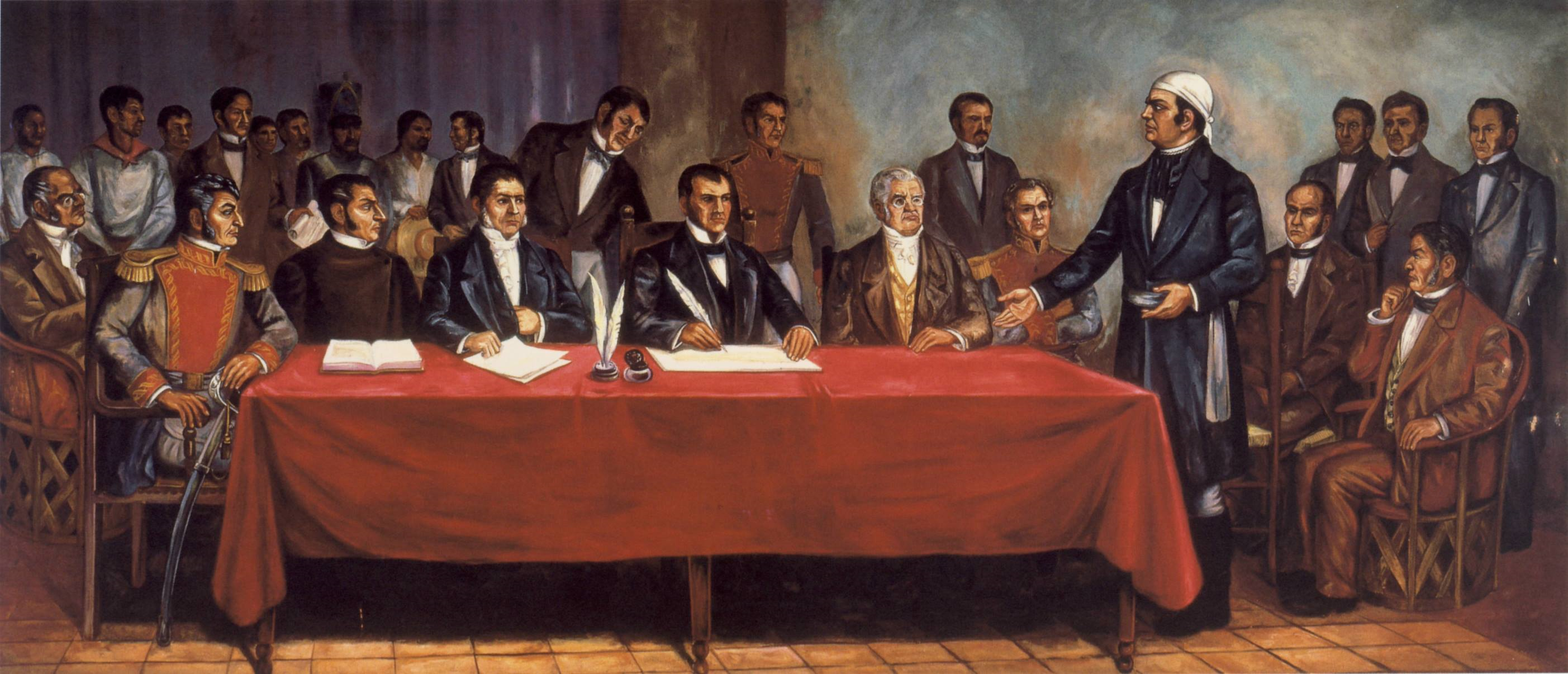
El Congreso de Anáhuac decidió establecerse en Tehuacán, con lo cual, por hecho y derecho, la ciudad se convirtió temporalmente en capital del movimiento insurgente.

Los azares del destino impidieron que Morelos pudiera regresar a Tehuacán. En agosto de 1811, el movimiento insurgente instituyó a la Junta de Zitácuaro como el máximo órgano representativo y de gobierno de la América Septentrional, pero ésta se disolvió por las diferencias entre los líderes de la insurgencia. Ya desde 1812, durante su estancia en Tehuacán, Morelos había insinuado que la Junta debía transformarse en un Congreso. En el mes de septiembre de 1813, el Generalísimo convocó en Chilpancingo, a la creación de un nuevo congreso insurgente, que a la postre sería conocido como el Congreso de Chilpancingo. En octubre de 1814, el Congreso emitió la Constitución de Apatzingán, con lo cual también se decretó la completa independencia de la América Mexicana de la Corona española y de Fernando VII de España. Con ese suceso, Tehuacán dejó atrás su condición de colonia española para convertirse en parte de la naciente república mexicana. 
En el mes de julio de 1815, cuando el Congreso se veía sitiado por las fuerzas realistas en Uruapan, éste decidió trasladarse a Tehuacán al considerarlo un lugar inexpugnable gracias a la fortaleza del Cerro Colorado. Es precisamente durante ese traslado que el Siervo de la Nación, al proteger la retaguardia y huida de los miembros del Congreso, es aprehendido por las autoridades españolas. El sacrificio de Morelos permitió al Congreso de Anáhuac llegar a salvo a Tehuacán, en el mes de noviembre de 1815, donde las autoridades insurgentes se establecieron con la intención de continuar la lucha por la independencia. Debido a que los artículos 44 de la Constitución de Apatzingán establecían al Congreso como el órgano desde el cual la América Mexicana ejercería su soberanía, se puede sostener que Tehuacán fue, durante ese periodo, por hecho y derecho, la capital de la incipiente nación mexicana.También, porque junto con el Congreso, llegaron a la ciudad los presidentes del Supremo Gobierno (poder ejecutivo) y del Supremo Tribunal de Justicia, como consta en el Manifiesto del Gobierno Insurgente que anunció su llegada a Tehuacán.
Desde la ciudad, el 17 de noviembre de 1815, el Gobierno Insurgente dirigió una carta al Virrey Félix Calleja, solicitando que se respetara la vida de Morelos, que había caído prisionero del ejército español; amenazando que su muerte sería un fatal presagio para los prisioneros realistas en manos insurgente. Sin embargo, dicha petición no fue oída por las autoridades virreinales. Morelos fue ejecutado el 22 de diciembre de 1815.
Una de las primeras decisiones que tomó el Congreso durante su estancia en Tehuacán, fue la expulsión de los religiosos carmelitas de la ciudad, a quienes se les acusó de ser parte de la causa realista debido a que todos ellos eran españoles. Dicha medida distanció al Congreso de varios insurgentes, entre ellos Manuel Mier y Terán, jefe de Tehuacán, quien no fue tomado en cuenta. Esa situación, entre otras diferencias entre los líderes de la insurgencia con el Congreso, provocó que los primeros acusaran al Congreso de ser el motivo de las derrotas militares del movimiento. Los insurgentes, encabezados por Manuel Mier y Terán, decidieron disolver el Congreso y en su lugar nombrar a una Comisión Ejecutiva.

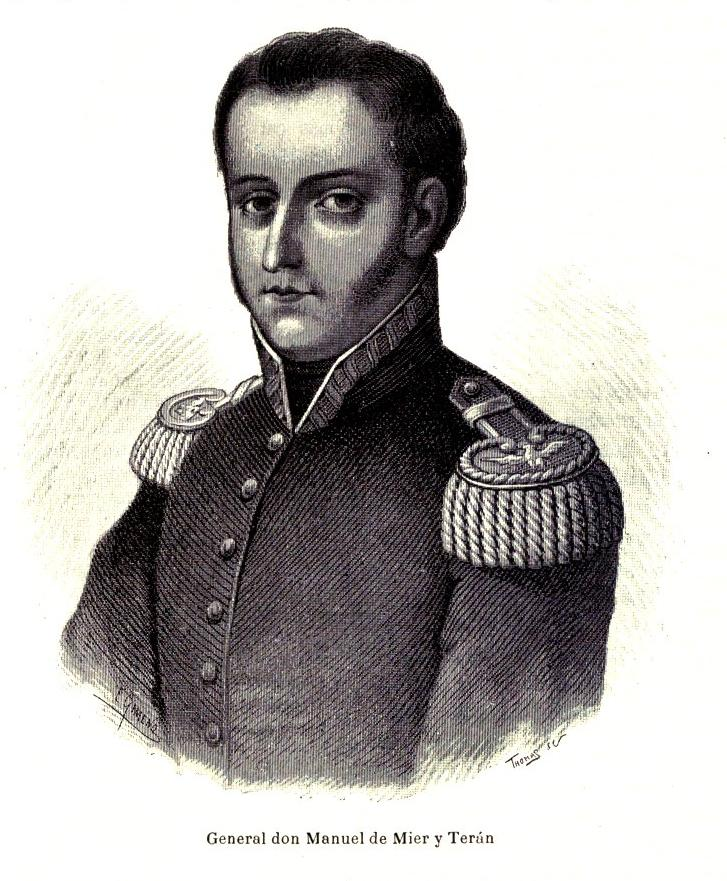
Manuel Mier y Terán (Ciudad de México, 18 de febrero de 1789-Padilla, Tamaulipas; 3 de julio de 1832) fue un militar y político insurgente, que desde Tehuacán continúo la lucha por la Independencia de México.

d) Manuel Mier y Terán y la heroica resistencia insurgente en Tehuacán.
En 1815, Manuel Mier y Terán, jefe militar de la insurgencia en Tehuacán, encabezó la Junta que disolvió el Congreso de Chilpancingo y que, en ese momento, había fijado su sede en Tehuacán. Si bien Mier y Terán, en su Segunda Manifestación, señaló que el amotinamiento fue un movimiento espontáneo que se inició desde la tropa, por la escasez económica provocada por la llegada del Congreso a Tehuacán; éste decidió encabezar el levantamiento para darle dirección al movimiento anárquico, argumentando que los insurgentes inconformes pretendían un derramamiento mayor de sangre. La Junta resolvió disolver el Congreso y formar una Comisión Ejecutiva compuesta por tres individuos: Ignacio Alas, Antonio Cumplido y el propio Mier y Terán.
Con la disolución del Congreso, Mier y Terán se consolidó como jefe (político y militar) de Tehuacán, desde donde continuó la lucha por la Independencia de México, destacándose la derrota que ya desde septiembre de 1815 propinó a las fuerzas realistas comandadas por el brigadier Miyares, en Acultzingo. También, desde Tehuacán, Mier y Terán orquestó un ataque sorpresa contra el ejército español a cargo del general Melchor Álvarez, rompiendo el sitio realista impuesto al poblado de Teotitlán, bajo control insurgente. De igual manera, a finales de 1815 y principios de 1816, las fuerzas insurgentes asentadas en Tehuacán lograron sendas victorias contra el ejército realista, en las batallas de la Hacienda el Rosario y del poblado de Santa Gertrudis. Debido a tales victorias, así como a la proximidad de los insurgentes al mando de Mier y Terán, es que las fuerzas españolas decidieron levantar el sitio impuesto a la población de Huajuapan de León. No obstante, la expedición insurgente que salió de Tehuacán, a finales de julio de 1816, fracasó en su intento de tomar Coatzacoalcos, con lo cual esa zona no pudo ser incorporada a los territorios del movimiento insurgente.
A finales de 1816, Tehuacán debió resistir la fuerte contraofensiva implementada por las autoridades españolas, consistente en dos acciones mutuamente opuestas, una terrible represión contra la población, acompañada de un indulto a los insurgentes. Lo anterior, permitió a las fuerzas realistas recuperar territorio ocupado por el movimiento insurgente. Era tal la importancia del Valle de Tehuacán para el control efectivo de Puebla y Oaxaca, que el propio virrey Juan José Ruiz de Apodaca y Eliza, en una carta dirigida a su ministro de guerra, reconoció lo valioso de la toma de Tehuacán. Dicha acción militar se ejecutó el 19 de enero de 1817, cuando el ejército realista entabló combate con las fuerzas insurgentes a cargo de Mier y Terán; pese a que éste había dispuesto una columna de 100 hombres para defender el convento del Carmen, éstos incumplieron las órdenes y escaparon del lugar. Pese al temor que se propagaba entre las fuerzas insurgentes, Mier y Terán decidió no escapar de Tehuacán y al contrario se mantuvo defendiendo la ciudad. Toda vez que la derrota en Tehuacán era inminente, Mier y Terán negoció el indulto total de las fuerzas insurgentes, so pena que de no aceptar las autoridades realistas tal propuesta, se continuaría con el combate hasta el final (o todos se salvaban o ninguno). El 21 de enero de 1817, las tropas realistas tomaron la fortaleza del Cerro Colorado, con lo cual la insurgencia en Tehuacán terminaba después de más de cinco años de intensa actividad.
La lucha por la independencia de México continuó hasta 1821, cuando ésta se consumó con la entrada del Ejército Trigarante a la Ciudad de México; sin embargo, durante ese tiempo, Tehuacán ya no tuvo mayor protagonismo en el movimiento insurgente. El 7 de junio de 1821, que el Ejército Trigarante entró a Tehuacán, recibiendo el apoyo de la población. Fue hasta el 15 de marzo de 1822, que el Ayuntamiento de la ciudad y sus habitantes juraron formalmente la Independencia de México. 
Dictadura de Antonio López de Santa Anna.

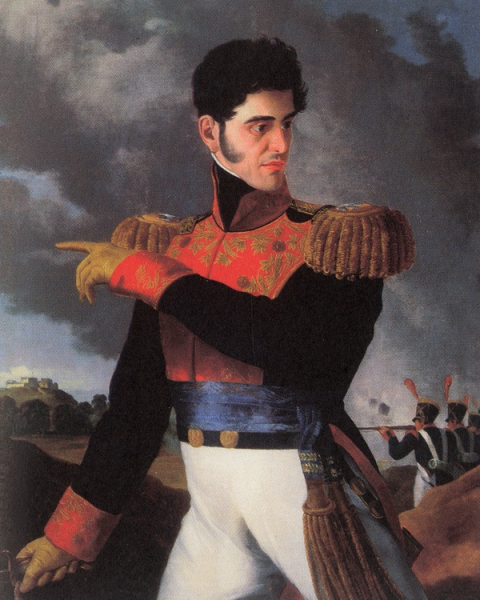
Antonio López de Santa Anna (Xalapa, 21 de febrero de 1794-Ciudad de México, 21 de junio de 1876), fue un político, militar y dictador mexicano. Las persecuciones políticas que emprendió contra figuras importantes de la historia de México propiciaron que varios de éstos fijaran su residencia de manera temporal en Tehuacán.

En 1842, con el derrocamiento del presidente Anastasio Bustamante por parte Antonio López de Santa Anna, el exministro de guerra, Juan Nepomuceno Almonte, hijo natural de Morelos, fija su residencia en Tehuacán. Éste participó activamente en la convocatoria realizada por el ayuntamiento de Tehuacán para la renovación del alumbrado público, mediante la sustitución de antorchas por faroles. En ese mismo año, los restos de Vicente Guerrero son trasladados a la Ciudad de México; la ruta de los restos tiene una parada en Tehuacán, siendo recibidos con una manifestación popular, una guardia de honor del ayuntamiento y discursos en memoria del caudillo insurgente. Por otra parte, a finales de 1845, las autoridades de Tehuacán, con apoyo del gobierno del estado de Puebla, adquieren la denominada Casa de los Altos, actual sede del ayuntamiento de la ciudad. 
En agosto de 1847, durante la Intervención estadounidense en México, el gobierno de Tehuacán envió a la Ciudad de México una tropa de 80 soldados (entre regulares y civiles voluntarios), los cuales se incorporaron a las fuerzas del comandante Gregorio Gómez Palomino, quien tenía encomendada la defensa de la capital. El cronista Joaquín Paredes Colín, relata que las tropas de Tehuacán fueron las primeras en apedrear a los estadounidenses que ingresaron a la Ciudad de México. En oposición, el historiador Raúl Bringas Nostti señala que la tropa tehuacanera desertó cuando la capital mexicana cayó en manos de las fuerzas estadounidenses.

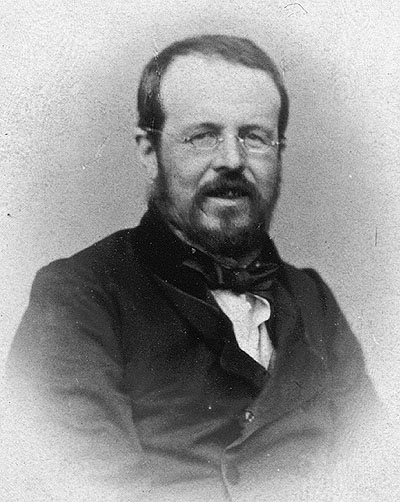
Guillermo Prieto (Ciudad de México, 10 de febrero de 1818-Tacubaya, 2 de marzo de 1897) fue un escritor, periodista y político liberal mexicano, el cual residió temporalmente en Tehuacán. Su estancia lo llevó a escribir la obra titulada: Descripción y elogio de Tehuacán.

Ya en el mes de octubre de 1847, el destituido presidente Santa Anna, junto con el resto de su ejército, entraron a Tehuacán, huyendo del ejército estadounidense. Debido a las muestras de apoyo que recibió de la población y las autoridades locales, el dictador mexicano prolonga su estadía en la ciudad por un periodo de tres meses. Cuando se enteró de que los estadounidenses estaban al tanto de su paradero en Tehuacán, Santa Anna huye de la ciudad a finales de enero de 1848. Debido a que las fuerzas invasoras desconocían de la huida de Santa Anna, éstas de igual manera ingresaron a Tehuacán, generaron caos y destrozos en su paso.
La hospitalidad que Tehuacán le proporcionó a Santa Anna no pasó desapercibida por el dictador. Cuando éste retomó el poder en 1853, decretó en el mes de diciembre de ese año que Tehuacán fuera elevada a distrito, dejando de depender de la entonces cabecera distrital de Tepeaca, la cual desde hace varios años había perdido protagonismo frente al crecimiento de Tehuacán. Lo anterior, pese a la fuerte oposición del gobierno de Puebla, quien veía con recelo a Tehuacán, a la que consideraba más cercana a la región Mixteca de Oaxaca.
Si bien Tehuacán durante ese tiempo fue una plaza favorable al gobierno de Santa Anna, eso no impidió que varios liberales como Guillermo Prieto y Marcos Pérez, se establecieran en la ciudad, huyendo de la persecución política de Santa Anna. El ambiente de buena convivencia y tolerancia que se respiraba en Tehuacán, se hizo patente en la obra titulada Descripción y elogio de Tehuacán, escrita en 1855 por Guillermo Prieto.
En 1854 se proclamó el Plan de Ayutla con la finalidad de derrocar a Santa Anna. En principio, el ayuntamiento de Tehuacán condenó el plan. Fue hasta que el dictador abandonó el país en agosto de 1855, que las autoridades locales se unieron al Plan de Ayutla.
Guerra de Reforma e Intervención Francesa.

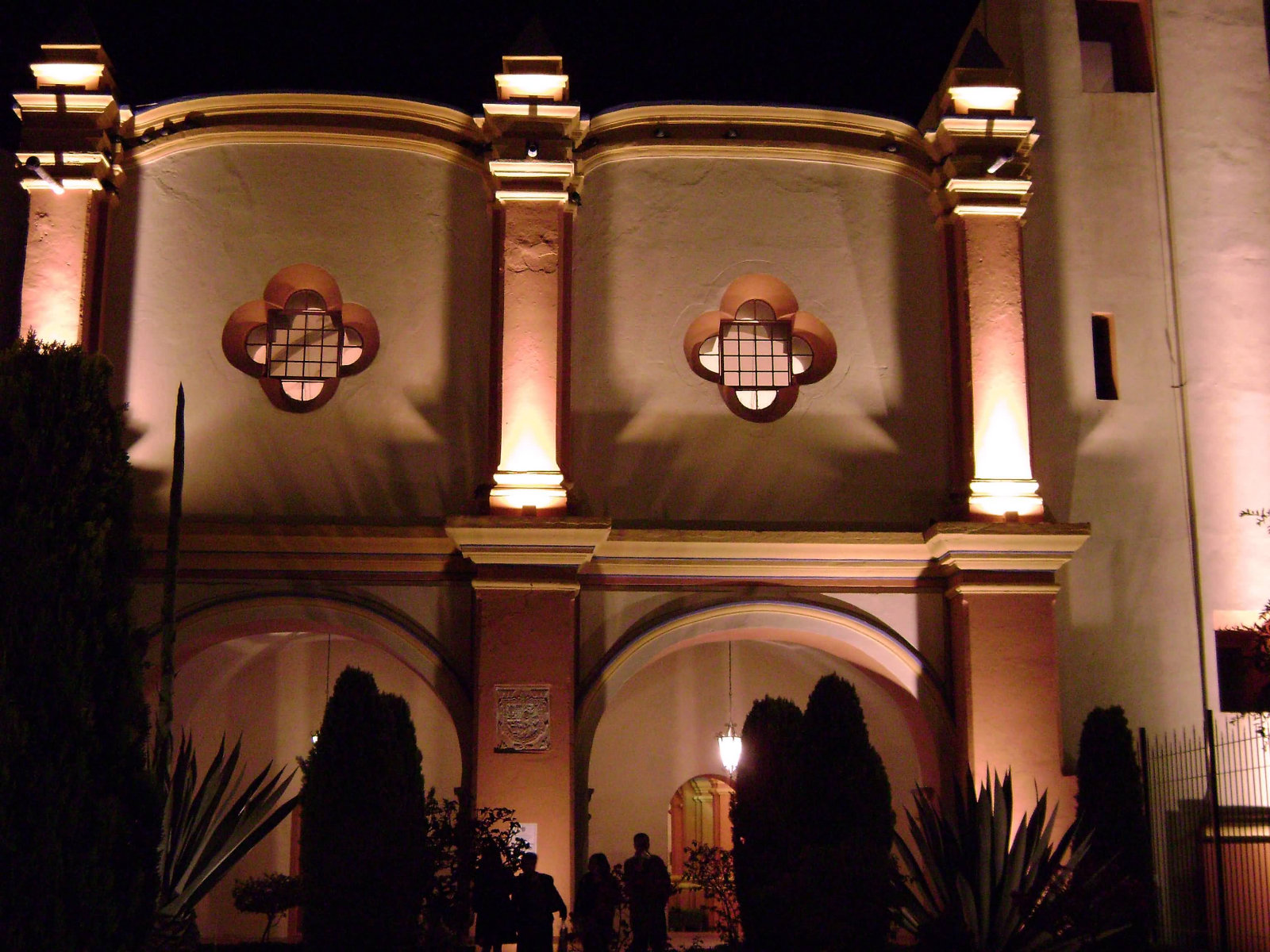
El Convento del Carmen fue el lugar de Tehuacán donde Benito Juárez estuvo preso en dos ocasiones: en 1834 y 1853.

Tehuacán resultó un capítulo importante en la vida Benito Juárez y por ende de la historia de México. Éste había sido nombrado a principios de 1834 como ministro interino de la Corte de Justicia de Oaxaca, por la legislatura de esa entidad, de mayoría liberal. No obstante, en ese mismo año cayó el gobierno liberal de Oaxaca por los constantes levantamientos armados de las fuerzas conservadoras, siendo Benito Juárez confinado a Tehuacán sin otro motivo que el de haber servido con honradez y lealtad en los puestos que se le encomendaron, como lo señalaría en sus memorias. Revocada la orden de su confinamiento, regresó a Oaxaca. Nuevamente, por cuestiones políticas, en el mes de mayo de 1853, Juárez es aprehendido por órdenes de Antonio López de Santa Anna, con la finalidad de ser trasladado a la villa de Jalapa, para su posterior exilio a la Habana. Su trayecto tuvo como parada la ciudad de Tehuacán, en fecha 4 de junio de 1853, lugar desde donde dirigió una representación contra la orden que injustamente se dictó en su contra.En ambas ocasiones, su confinamiento se efectuó en el Convento del Carmen. 

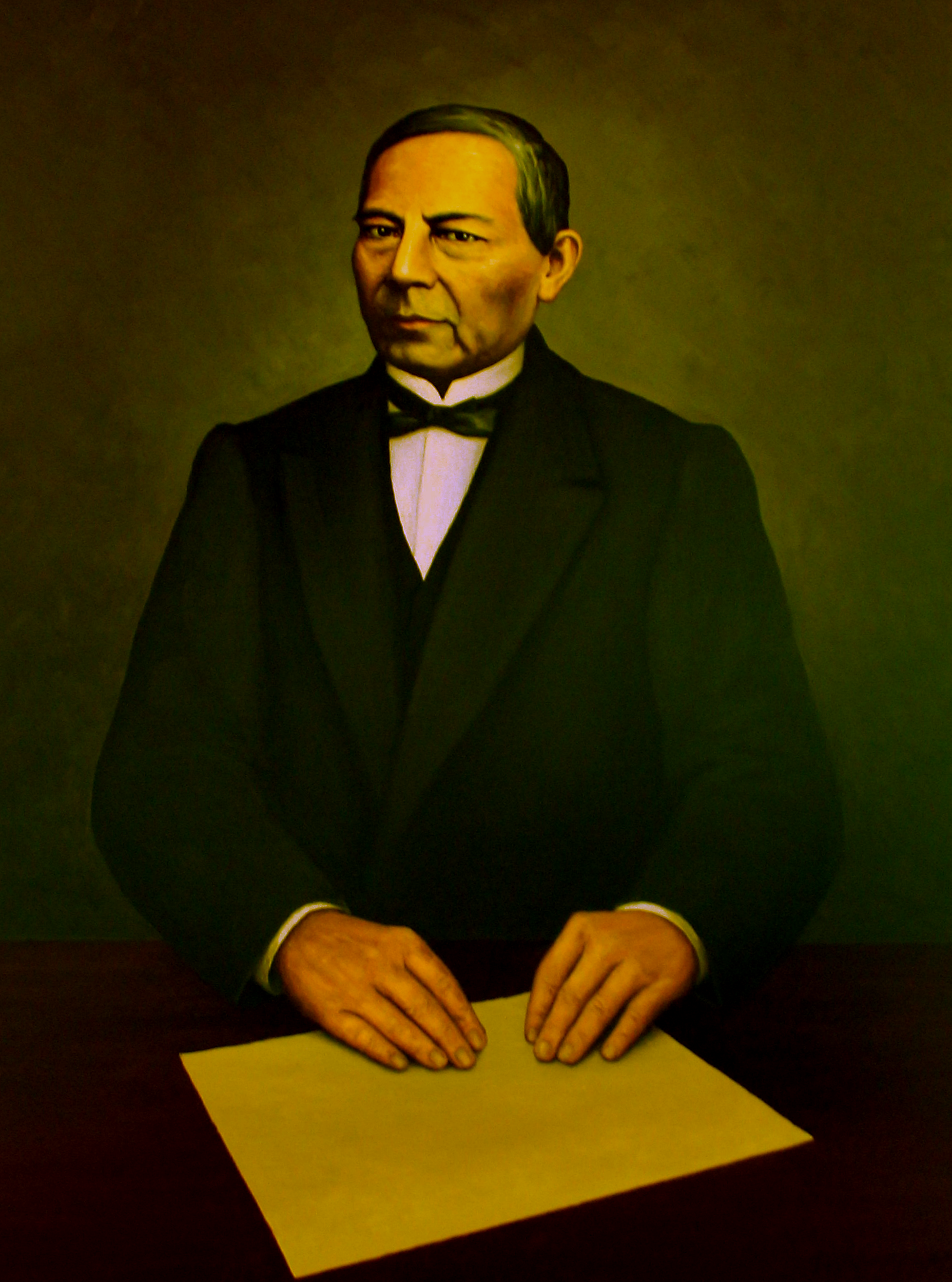
En 1861, el presidente Benito Juárez arribó a Tehuacán, con motivo de su regreso triunfal a la Ciudad de México, una vez ganada la guerra de Reforma.

En su periodo como Gobernador del Estado de Oaxaca (1848-1852), Juárez planeó la construcción de caminos en el interior de su estado y hacia los puertos marítimos, en particular el tramo Oaxaca-Tehuacán, toda vez que se trataba de la ruta más corta hacia la Ciudad de México.
El 17 de diciembre de 1857, los conservadores liderados por Félix María Zuloaga, lanzan el Plan de Tacubaya, para derrocar al gobierno liberal y desconocer la Constitución Mexicana de 1857. Tehuacán en principio se mantiene neutral en la confrontación que sería denominada como la guerra de Reforma. No obstante, el 20 de marzo de 1858, las fuerzas conservadoras deciden tomar la ciudad, la cual es recuperada tres días después por los liberales. Tehuacán sufrió el deterioro de su economía debido a las constantes incursiones de fuerzas liberales y conservadoras que se disputaban la plaza. 
Cuando los conservadores tomaron el poder, nombraron como jefe militar para Tehuacán al General Miguel Piña, quien, a base de disciplina y mano de hierro, se hace del control de la localidad desde agosto de 1859. En el mes de junio de 1860, las fuerzas liberales atacaron al ejército conservador asentado en Tehuacán, siendo rechazados. En agosto de 1860, los liberales trataron de tomar la localidad, por segunda ocasión, siendo nuevamente repelidos por los conservadores. Finalmente, el 22 de agosto de 1860, las fuerzas liberales lograron tomar Tehuacán.
En 1861, una vez ganada la guerra de Reforma, el presidente Benito Juárez trasladó su gobierno del puerto de Veracruz hacia la capital mexicana, por lo que en su trayecto pasó por Tehuacán, donde es recibido con gran efusividad por la población, las autoridades locales y las familias pudientes de la localidad. El 9 de enero de 1861, el presidente Juárez salió de Tehuacán para reanudar su viaje rumbo a la Ciudad de México.
El ayuntamiento de Tehuacán, como otros gobiernos locales de México, se vio beneficiado por las Leyes de Reforma expedidas por el presidente Juárez, durante la guerra de los Tres Años, ya que el cobro de los servicios públicos como el registro civil o los panteones pasaron a su cargo, en detrimento de la Iglesia católica. Lo anterior, incrementó los ingresos del ayuntamiento.
El 17 de julio de 1861, el presidente Benito Juárez decreta la suspensión de pagos de la deuda externa, debido al precario estado de las arcas nacionales con motivo de la guerra de Reforma. El 17 de julio de 1861, los gobiernos del Reino Unido, España y Francia, principales acreedores del gobierno mexicano, acuerdan en la Convención de Londres, enviar una expedición armada conjunta a las costas mexicanas para presionar al gobierno de Juárez a continuar con el pago de la deuda externa. En el mes de diciembre de 1861, las potencias europeas toman el Puerto de Veracruz y la fortaleza de San Juan de Ulúa.

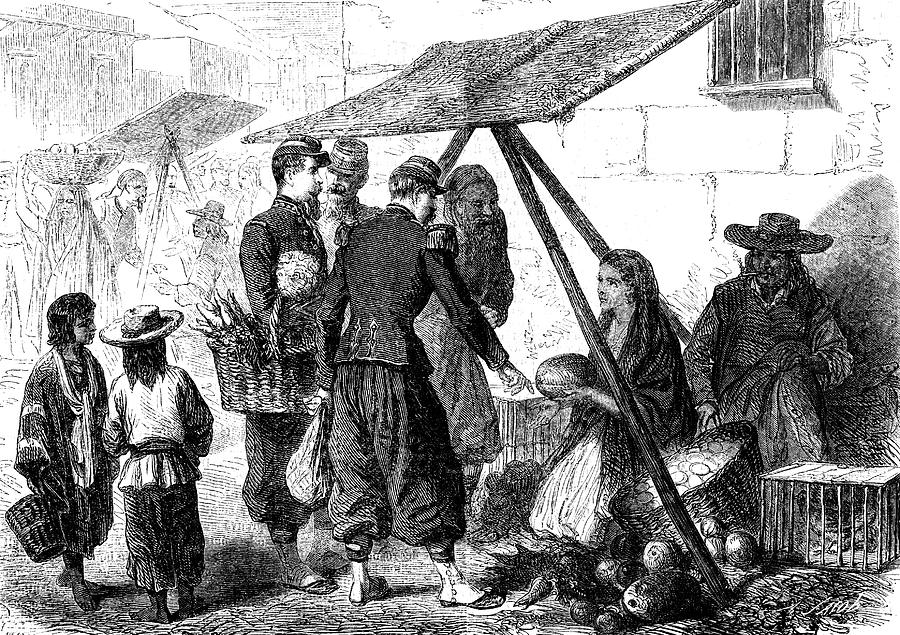
Ilustración de soldados franceses en México en 1862, publicada en 1874. Escena que permite visualizar la estancia de las fuerzas de Napoleón III en Tehuacán.

El gobierno mexicano, a través del ministro de Relaciones Exteriores, Manuel Doblado, logró suscribir los Tratados de La Soledad, con el representante de la alianza tripartita, el español Juan Prim; con la intención de que las potencias europeas abandonaran el país a cambio del compromiso del gobierno de Juárez de no suspender el pago de la deuda externa. Es precisamente en los preliminares de los Tratados, donde se acordó que las fuerzas de las potencias europeas se establecieran en los poblados de Córdoba, Orizaba y Tehuacándurante las negociaciones. Lo anterior como un gesto de buena voluntad del gobierno mexicano, en razón a que las enfermedades que imperaban en esa época en la costa veracruzana ya habían causado estragos en los soldados europeos. Aunque éstos ya habían advertido previamente al gobierno mexicano de su intención de internarse en el país para acampar en una zona más saludable.

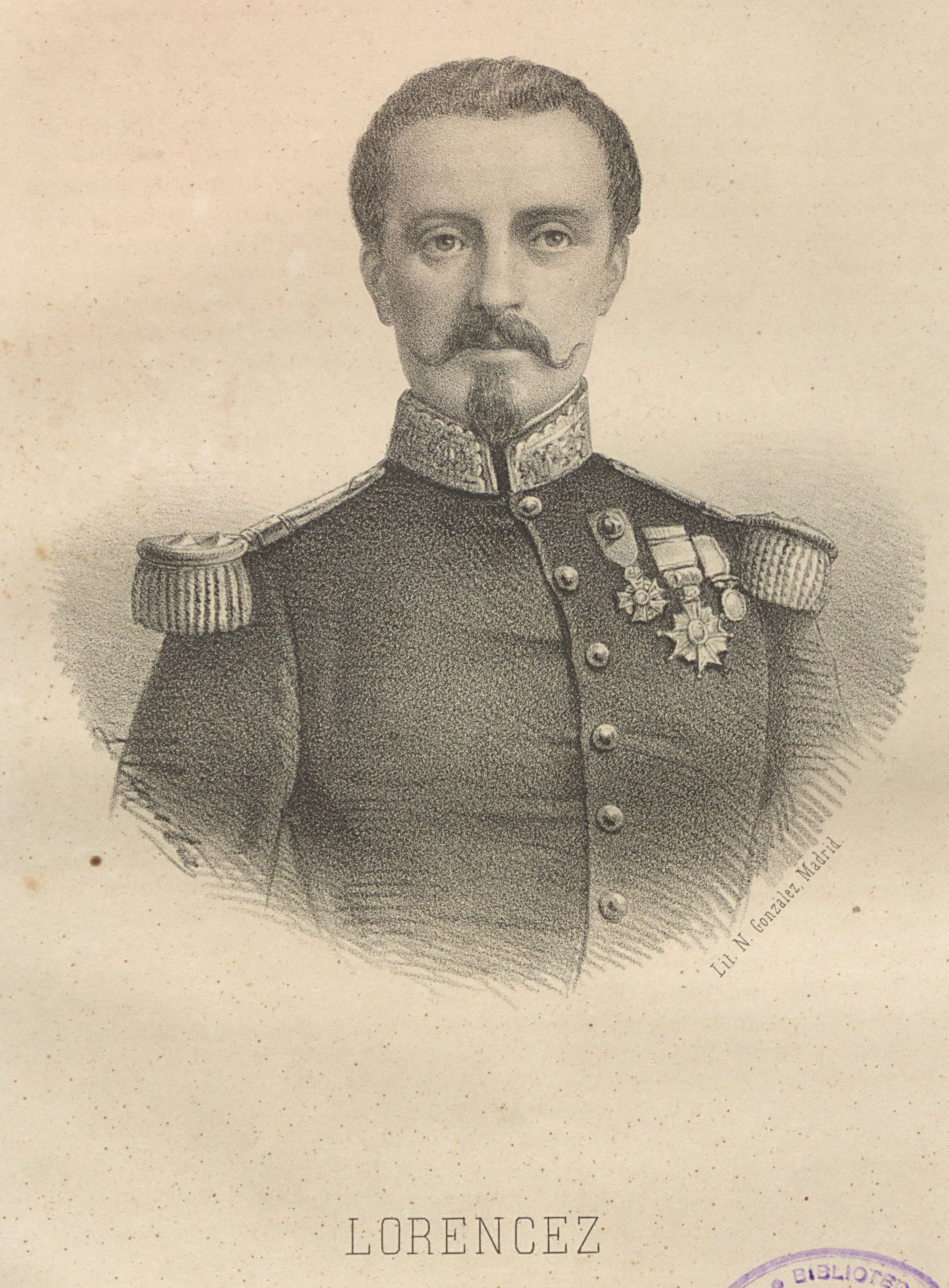
Charles Ferdinand Latrille, Conde de Lorencez (París, 23 de mayo de 1814-París, 16 de julio de 1892), fue un militar francés que participó en la segunda intervención francesa en México. Él y las fuerzas francesas a su cargo se asentaron en Tehuacán, en 1862, con motivo los Tratados de la Soledad.

El 26 de febrero de 1862, las fuerzas francesas emprendieron su marcha con dirección a Tehuacán, donde debían permanecer durante las negociaciones con el gobierno mexicano, como lo estipulaban los Tratados de La Soledad. El 12 de marzo de 1862, el ejército francés arribó a Tehuacán, al mando del Vicealmirante, Jurien de la Gravière. El 21 de ese mes, el militar conservador Antonio Taboada llegó a Tehuacán y se unió a los franceses.El 27 de marzo de 1862, arribó a la ciudad, Charles Ferdinand Latrille, Conde de Lorencez, con el cuerpo de Cazadores de Vincennes, dando un total de 2,000 soldados franceses estacionados en Tehuacán, ya con la clara intención de invadir México e imponer una monarquía. El General Prim llegó días después a la ciudad, donde trató de convencer a los jefes militares franceses de no romper los principios de la Convención de Londres, pero sin éxito.Incluso el general español escribió previamente a Napoleón III que, pese a la ocupación extranjera en Tehuacán (así como en Córdoba y Orizaba), no existía ánimo en su población de aceptar un gobierno monárquico y que cualquier intento para establecer ese tipo de régimen, terminaría en fracaso.En los primeros días del mes de abril de 1862, el ejército francés salió de Tehuacán rumbo a Orizaba, al considerarla mejor plaza para iniciar las operaciones de la invasión militar en México. 
Se reportaron diversos saqueos y disturbios provocados por los soldados franceses durante su estadía en Tehuacán, lo que derivó en que la derrota francesa en la Batalla de Puebla, fuera celebrada con júbilo por la población tehuacanera. 
El 25 de abril de 1861, arribaron a Tehuacán las fuerzas liberales al mando Porfirio Díaz, junto con sus lugartenientes Mariano Escobedo y Mariano Rojo. Tenían la orden de hostigar a las tropas francesas para retrasar su camino hacia la ciudad de Puebla, a fin de que Ignacio Zaragoza contara con mayor tiempo para organizar la defensa de dicha ciudad. Lo cual lograron en la batalla de las Cumbres de Acultzingo que, si bien se considera una victoria militar francesa pues dichas tropas no detuvieron su avance, también se tiene como una victoria táctica mexicana pues el conocimiento que se obtuvo del ejército francés, así como su desgaste, permitió su posterior derrota en Puebla. 
Cuando las fuerzas invasoras francesas comandadas por el Conde de Lorencez fueron derrotadas en la Batalla de Puebla, se tenía el temor de que éstas tomaran Tehuacán, toda vez que ya era una localidad que conocían. Sin embargo, las tropas francesas decidieron refugiarse en Orizaba, ante el temor de ser atacados por el ejército de Zaragoza, aunado a que esa localidad ofrecía un acceso directo al puerto de Veracruz, en tanto esperaban refuerzos de la metrópoli francesa.  

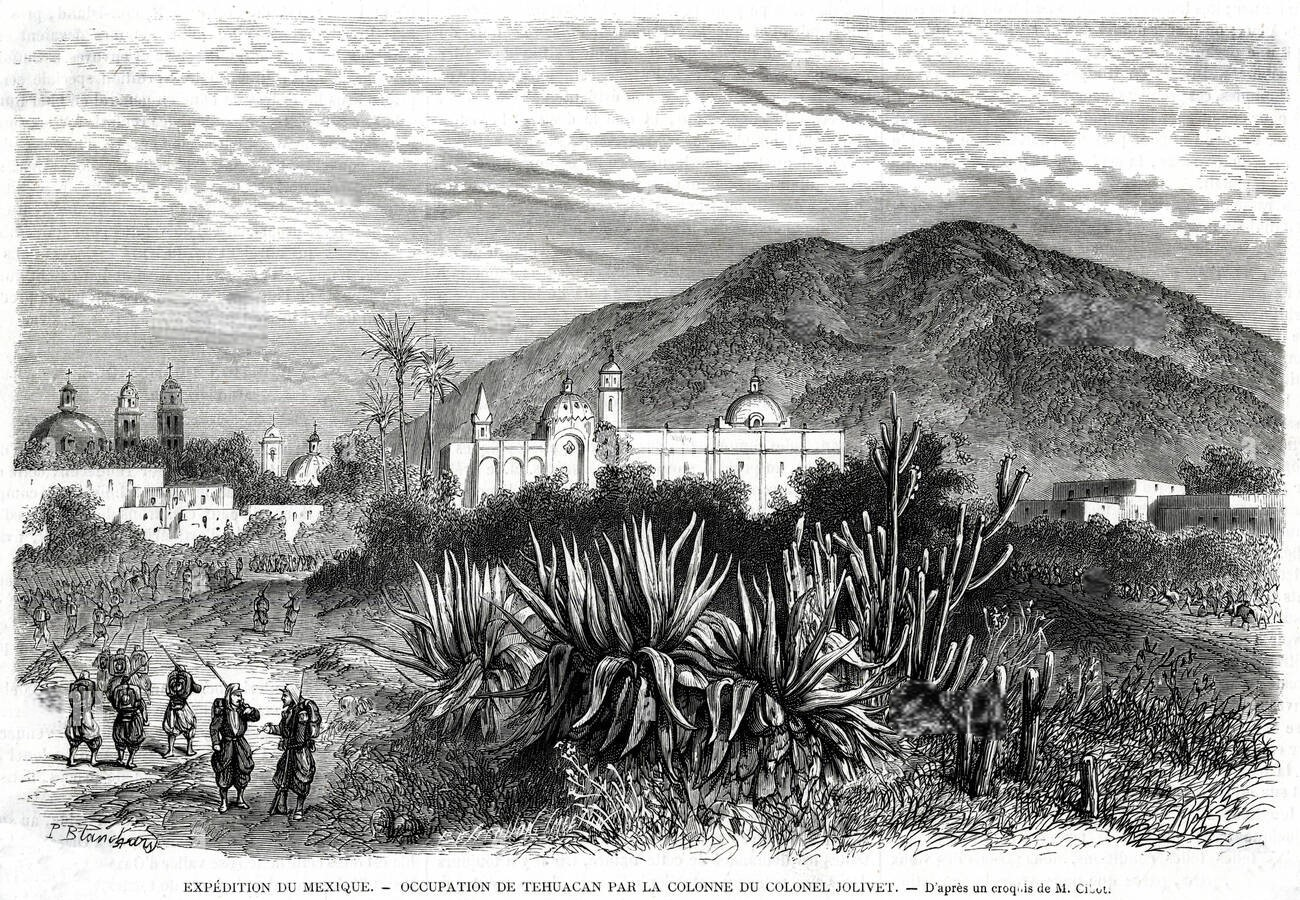
Tehuacán ocupado por las tropas francesas. Publicado por L'Illustration, Universel Journal, París 1863.

El 22 de septiembre de 1862, desembarcaron en el puerto de Veracruz los refuerzos franceses compuestos por 28,000 soldados a cargo de Frédéric Forey, quien relevó del mando al Conde de Lorencez. Éstos no incursionaron en Tehuacán, pues su prioridad era la toma de la ciudad de Puebla. Las fuerzas francesas atacaron nuevamente la capital poblana en 1863. Pese a la heroica resistencia mexicana, en la que se destacó el tehuacanero, subteniente Francisco Paredes; la ciudad de Puebla cayó en manos de los invasores. 
El 22 de julio de 1863, el ejército francés tomó control de la ciudad de Tehuacán. Todo el estado de Puebla estuvo bajo el dominio de las fuerzas francesas y del emperador Maximiliano I de México hasta el año de 1867.Sin embargo, las constantes derrotas y bajas que las tropas francesas sufrieron a manos de las guerrillas mexicanas, así como la presión estadounidense, obligaron a Napoleón III a retirar a su ejército del país. El 14 de febrero de 1867, los soldados franceses, así como los voluntarios austrohúngaros y belgas, se retiraron en franca derrota de Tehuacán, siendo ocupada la ciudad ese mismo día por las fuerzas republicanas. El 19 de junio de 1867, Maximiliano de Habsburgo es fusilado en Querétaro, con lo cual se selló la victoria de la República Mexicana frente al Segundo Imperio mexicano impuesto por las armas francesas.
Porfiriato.

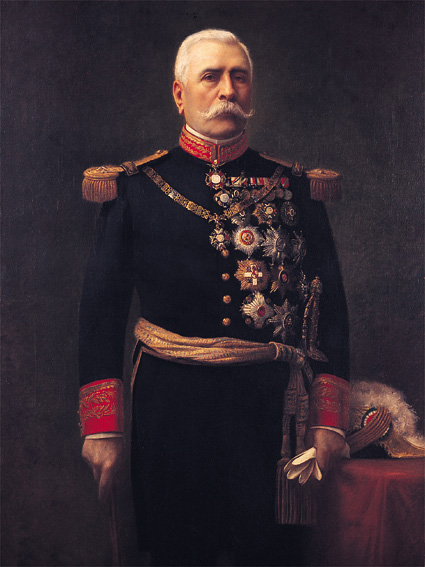
Porfirio Díaz retuvo la presidencia de México por más de 30 años. Durante su administración, el servicio de telégrafo y ferrocarril llegó a Tehuacán.

El 27 de julio de 1867, el presidente Juárez nombró a Porfirio Díaz como titular de la División Oriente del Ejército, compuesta de 4000 hombres y con sede en Tehuacán, como reconocimiento a su destacada participación en la guerra contra Francia. Incluso el presidente Juárez ofreció un banquete de despedida al General Díaz, previo a su partida a Tehuacán. El 19 de enero de 1868, Porfirio Díaz inauguró en Tehuacán un servicio de telégrafo que la comunicó con la ciudad de Oaxaca.
En 1871, el general Díaz publicó el Plan de La Noria contra la reelección de Juárez. El 19 de noviembre de ese año, Porfirio Díaz desplazó sus tropas hacia Tehuacán. Si bien el conflicto cesó con el fallecimiento de Juárez por causas naturales. En 1876, Díaz volvió a levantarse en armas contra la reelección del presidente Lerdo de Tejada, a través del Plan de Tuxtepec. Su victoria militar dio inicio al Porfiriato.
El 24 de diciembre de 1879, el ahora presidente Porfirio Díaz inauguró el tramo de vía férrea que unió a Esperanza y Tehuacán, construido bajo la dirección del ingeniero Mariano Téllez Pizarro, quien es, junto con don Eleuterio Méndez y don José Iglesias, uno de los primeros directores mexicanos de vías férreas.
Posteriormente, el 31 de agosto de 1884, por mandato de la Heroica Legislatura del Estado, y en memoria de Don Juan Crisóstomo Bonilla, la ciudad pasó a tener el nombre de “Tehuacán de Juan Crisóstomo Bonilla”.
Curiosidades
Una de las leyendas que se cuentan es que las Iglesias de la temporada se encontraban unidas entre sí por túneles subterráneos que desembocaban en el cerro Colorado, por dichos túneles los lugareños escapaban a las persecuciones y se refugiaban en el cerro Colorado.
Las Iglesias que se encontraban unidas por túneles eran: la Catedral, el Calvario y la Iglesia del Carmen, aparte de que utilizaban los túneles para esconderse en la época de la revolución, eran utilizados como medio de comunicación entre las iglesias por las monjas, para evitar que las rapten.

## Geografía
El municipio de Tehuacán se encuentra en la parte sureste del Estado de Puebla. Sus coordenadas geográficas son los paralelos 18°22′6″ y 18°36′12″ de longitud norte, y los meridianos 97°15′24″ y 97°37′24″ de latitud occidental. La superficie del municipio es de 552.92 km², ocupa el 1.61% de la superficie del estado, esto lo ubica en el sexto lugar con respecto a los demás municipios de Puebla en cuanto extensión.
El municipio se forma de 3 regiones morfológicas, pertenece a la Sierra Zongólica, Sierra de Zapotitlán y Sierra Negra.Ocupa el 1.15% de la superficie del estado esto lo ubica en el lugar 18 con respecto a los demás municipios en cuanto a extensión.Dentro de sus límites se encuentran los cerros de las chivillas, Mojada, El muerto, Cerro Viejo, Coatepec, La Tarántula, Ocotempa , Maguey, El Gavilán, y el Cerro Colorado.
El municipio de Tehuacán colinda al norte con los municipios de Tepanco de López, Santiago Miahuatlán, Nicolás Bravo, Vicente Guerrero, San Antonio Cañada, Ajalpan, San Gabriel Chilac y Zapotitlán, al oeste con Atexcal, J.N. Méndez, Tlacotepec de Benito Juárez y Tepanco de López.

### Hidrografía
El municipio pertenece a la cuenca en el Papaloapan. Es regado por las corrientes provenientes de las sierras aledañas al Valle de Tehuacán. De la Sierra de Zongolica destaca el Río La Huertilla, que se une al Río Salado y Tehuacán y forma el río del mismo nombre que al final llega al Dominguillo y descarga en el Papaloapan.
En la zona hay una gran cantidad de manantiales de aguas minerales, como los de El Riego Garci-Crespo, San Lorenzo, Peñafiel, San Miguelito y otros. Como existe una gran cantidad de manantiales, escurrimientos y de galerías filtrantes de agua del subsuelo, los cuales atraviesan gran parte de la Ciudad de Tehuacán.
El 99.56% de la superficie municipal se localiza dentro de la Región Hidrológica Papaloapan RH28, dentro de la cuenca del mismo nombre, en la cual se diferencian las subcuentas del Río Blanco. El restante 0.44% se encuentra en la Región Hidrológica Balsas, Subcuenca Atoyac. Destaca el Río La Huertilla, el cual se une al canal de Tehuacán y forman el río del mismo nombre. Dicho afluente se convierte aguas abajo en uno de los principales formadores del Papaloapan.
Específicamente, de la Sierra de Zongolica se reciben numerosos arroyos que bañan el este y el noreste, hacia el Valle de Tehuacán, donde inicia el corredor hidráulico de Tehuacán, formado por el angostamiento topográfico entre los cerros de la Sierra Negra al noreste y San Lorenzo Teotipilco al sur.
Esto es, que en el municipio existen varios manantiales minerales entre los que destacan El Riego, el cual es explotado por la embotelladora del mismo nombre, San Lorenzo, Garci-Crespo, también aprovechado por la embotelladora del mismo nombre, Santa Cruz, La Granja, San Miguelito, entre otros.

### Fisiografía
El territorio municipal se encuentra dentro de dos provincias fisiográficas: el Eje Neovolcánico (compuesto por valles y llanuras) y la Sierra Madre del Sur (con topo formas de sierra y valles). Al oriente las topo formas alcanzan una altura de hasta 2,950 metros sobre el nivel del mar y muestran un declive constante hacia el sureste hasta estabilizarse a una altitud promedio de 1600 m s. n. m. Más adelante comienzan a ascender en las inmediaciones de la Sierra de Zapotitlán hasta llegar a altitudes de 2750 m s. n. m.

### Clima
Por su ubicación, presenta una gran variedad de climas que van desde los templados hasta los cálidos. Las zonas climáticas se pueden resumir de la siguiente manera:
- Clima templado subhúmedo con lluvias en verano; se ubica en el extremo poniente de la parte elevada de la Sierra de Zapotitlán.
- Clima seco semicálido con lluvias en verano y escasas a lo largo del año; se identifica en la parte sur del municipio, dentro del Valle de Tehuacán.
- Clima semiseco cálido lluvias en verano y escasas a lo largo del año; es el clima predominante en el área correspondiente al Valle de Tehuacán.
- Clima semiseco templado con lluvias en verano y escasas a lo largo del año; es el clima que se presenta entre las zonas orientales del Valle de Tehuacán, y las primeras estribaciones de la Sierra de Zongolica.

## Vegetación

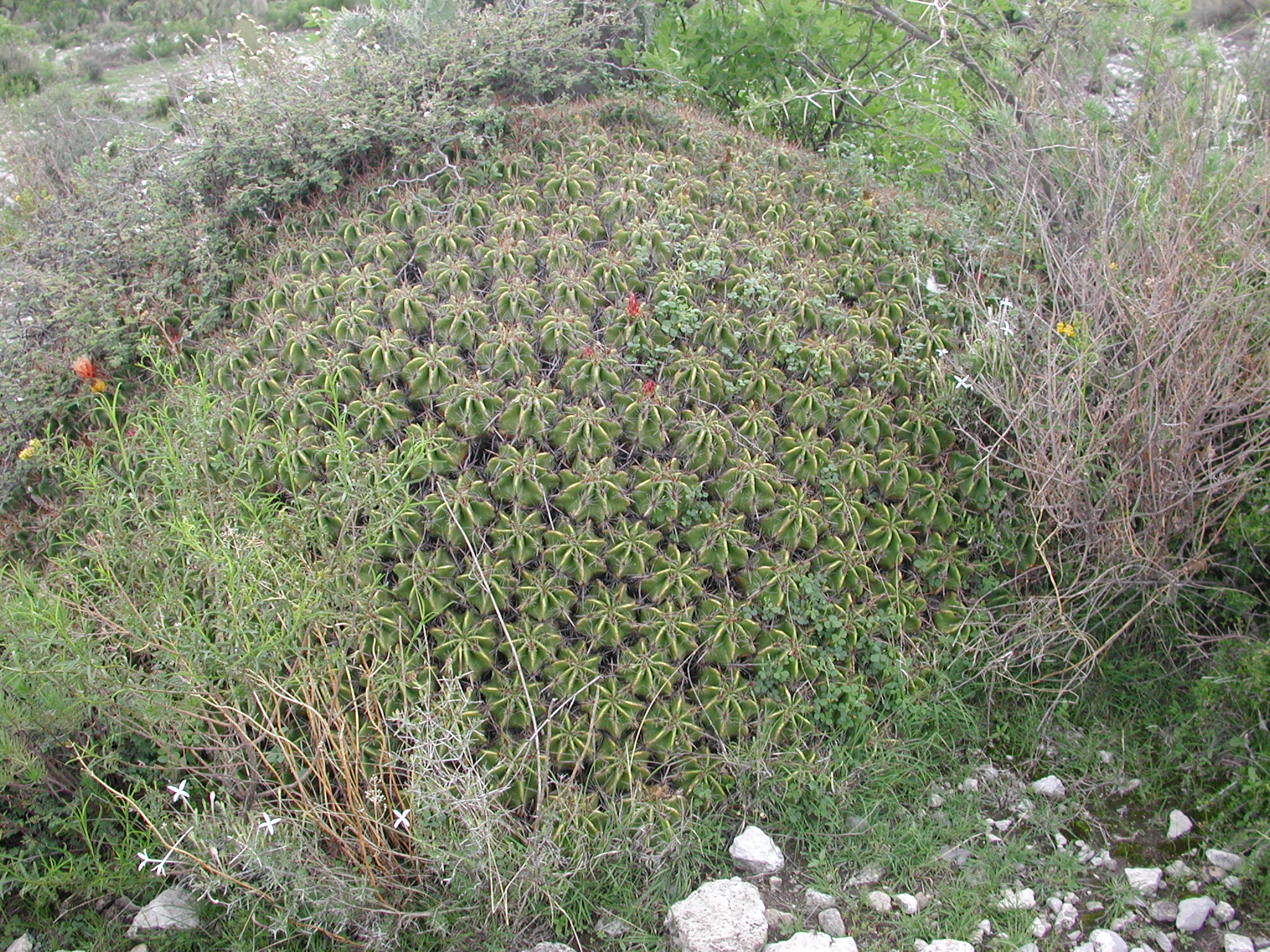
El valle de Tehuacán cuenta con vegetación desértica única en el mundo.

El municipio presenta una gran diversidad en este ámbito. En áreas del valle donde el terreno no es demasiado plano pero tampoco demasiado accidentado, se encuentran zonas de mezquitales.
En las sierras de Zapotitlán y Zongolica, la vegetación está constituida principalmente por matorral desértico, chaparrales y vegetación de selva baja caducifolia. Al noroeste, donde el municipio alcanza mayor altura y el clima es más templado, se presentan bosques de pino-encino.
En la carretera Tehuacán-Cuicatlán (211 km) predominan las cactáceas, entre ellas, se encuentran muchísimos cactus y biznagas.

### Flora
La provincia florística denominada Tehuacán-Cuicatlán, localizada en la parte sureste del Estado de Puebla y al noreste del Estado de Oaxaca, forma parte de la región xerofítica mexicana. El Valle Tehuacán-Cuicatlán, pese a estar ubicado en dos entidades federativas y ser de gran extensión, constituye una sola unidad biogeográfica de relevancia mundial debido principalmente a la amplia gama de hábitats y de especies de fauna y flora silvestres representativos de la biodiversidad nacional, incluidas algunas de estas últimas en las categorías endémicas, amenazadas y en peligro de extinción.
De acuerdo al decreto por el que se declara la Reserva de la Biosfera Tehuacán-Cuicatlán (1998) existen en esta zona más de 3,000 especies vegetales y animales superiores, entre las que resaltan las cactáceas. Así en el Valle de Tehuacán se encuentran los siguientes tipos de vegetación: matorral desértico rosetifolio (ocupando un 40%), matorral crasicaule (28%), selva baja caducifolia (25%) y bosque de pino encino (7%). Destacan los bosques de cactáceas columnares arborescentes de techos (Neobuxbaumia sp.) cardonales (Pachycereus sp., Mitrocereus sp.), sotolín o pata de elefante (Beurcanea gracilis), matorrales con izotes (Yucca periculosa), lechuguillas (Hechtia podantha), cuajilotes (Bursera arida), matorrales espinosos con nopales (Opuntia sp.), biznagas (Ferocactus sp., Mammillaria sp.), garambullos (Myrtillocactus sp.), mezquites (Prosopis sp.), agaves (Agave sp.), asientos de suegra (Echinocactus platyacanthus) y los bosques de pino-encino (Pinus sp., Quercussp.).

### Fauna
La fauna de Tehuacán se conoce en menor que la flora, pero se puede afirmar que está conformada por especies tales como hormigas, termitas, serpientes, lagartijas, conejos, ardillas, liebre de campo y pequeñas aves como pájaros carpinteros, codornices, chichicuilotes, palomas, lechuzas búhos, gorriones mexicanos, colibríes, zopilotes, golondrinas y halcones. Entre los vertebrados se pueden incluir la gran variedad de anfibios y reptiles, los murciélagos y las aves; también hay gran variedad de alacranes, teporingos los cuales son muy característicos de la región, y alicantes.

## Demografía

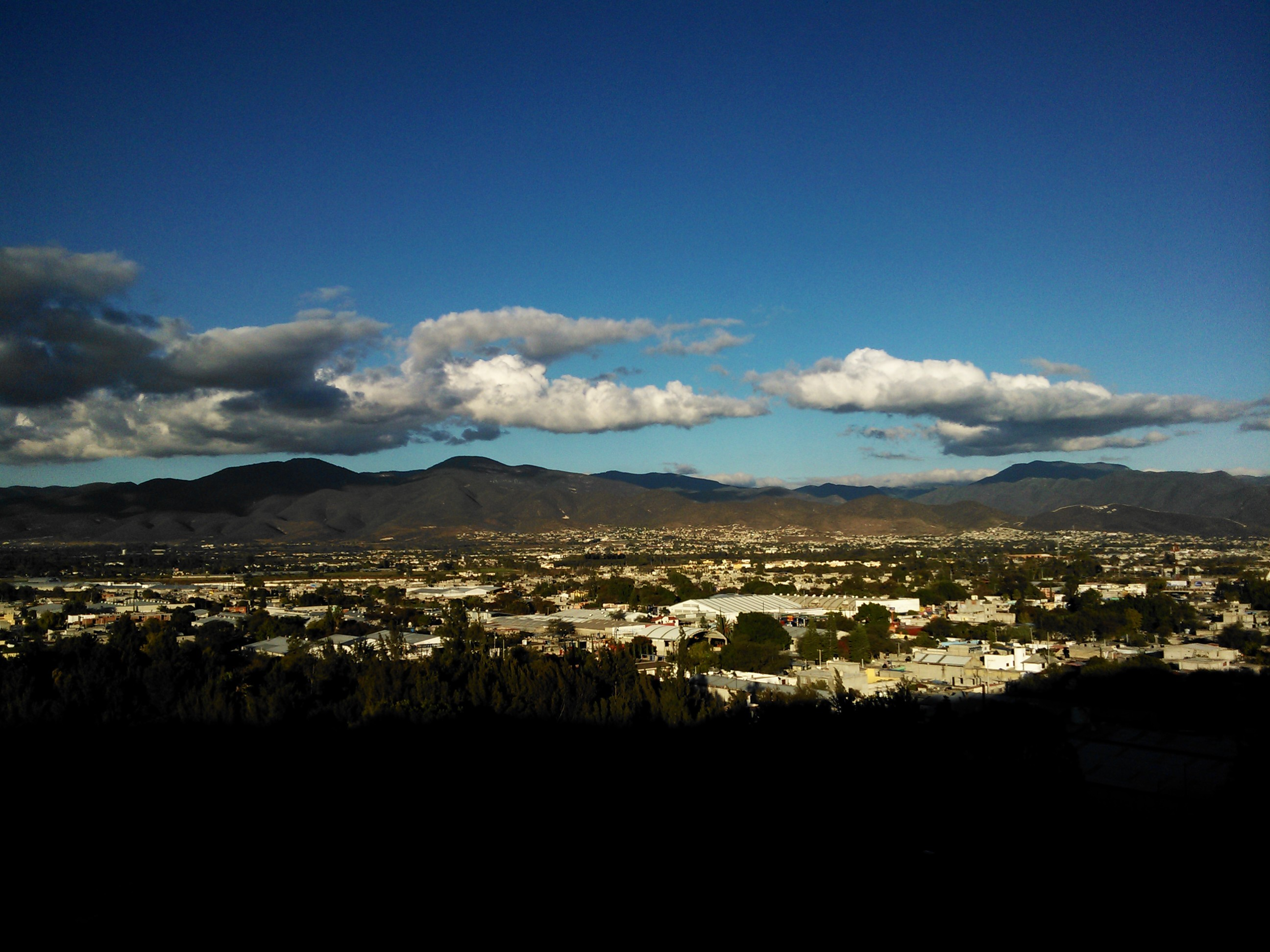
Zona Metropolitana de Tehuacán.

De acuerdo con el conteo de población del INEGI hasta el 2020, el municipio de Tehuacán cuenta con 327 312 habitantes, siendo el segundo municipio más poblado del estado, detrás de la capital Puebla. Mientras que la zona metropolitana está compuesta por dos municipios: Tehuacán y Santiago Miahuatlán sumando una población de 357,312 habitantes. Tehuacán cuenta con 81,423 viviendas particulares según la encuesta intercensal del INEGI en 2015.

### Grupos étnicos
Náhuatl, Ngiwa (popoloca), Ha shuta enima (mazateco) y Ñuu Savi (mixteco). Mientras que en la sierra norte y sus partes más bajas viven los nahuas, totonacas, huastecos y otomíes.

### Evolución demográfica
Desde su fundación hasta el primer registro en 1953, no se encontraron datos consistentes del proceso de urbanización de la ciudad, pero se piensa que su crecimiento, al igual que las localidades semejantes a esta, fue lento y proporcionado. A partir de 1953, durante los siguientes diecisiete años, se registró un pronunciado crecimiento en la ciudad, llegando a las 908 hectáreas, es decir, se duplicó su tamaño.
En la siguiente etapa, de 1970 a 1980, se registró un crecimiento relativamente bajo, de solo 193 hectáreas, es decir, el 21% de la superficie anterior.
En el periodo más reciente, de 1980 a 1983, se impulsó de nuevo el crecimiento de la ciudad, registrando un aumento del 192% en su superficie al llegar a las 3,214 hectáreas.

### Religión
El catolicismo es la religión más predominante en Tehuacán. El 1 de septiembre de 1962, fue creada la diócesis de Tehuacán, cuya sede es la catedral de Tehuacán, la cual está dedicada a "La Señora de la Inmaculada Concepción y Cueva". La diócesis de Tehuacán está ubicada en el sureste del Estado de Puebla, comprende una extensión de 6294 km² con una población de 1 008 621 hab., de los cuales 928 317 hab. son católicos.
En Tehuacán también hay cristianos evangélicos y Testigos de Jehová, además de otras denominaciones protestantes, también hay una minoría de judíos mesiánicos.

## Escudo de armas

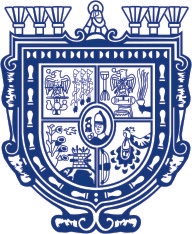
Escudo

La piedra antigua que ostenta el Escudo de Armas de Tehuacán (liga) y adorna el acceso al exconvento del Carmen sugiere un orden equivocado de los cuarteles que conforman el emblema de armas citadino.
En 1960, al conmemorarse el tricentenario de la elevación de Tehuacán a la categoría de Ciudad de Indios (liga), Desiderio Hernández Xochitiotzin (liga) pintó y obsequió a Tehuacán una versión fidedigna de su escudo, más acorde con el relato oficial de los hechos de aquel 16 de marzo de 1660.
Consta en el acta que por armas manifestaron "un escudo cuartelado de cuatro cuarteles que en el primero está un águila negra sobre un tunal con dos flechas en la mano izquierda y otra atravesada por los pies, y al lado derecho tres cañas de maíz con sus espigas de oro que los naturales llaman miáhuatl en campo azul".
El segundo cuartel con águila negra en campo blanco con el pico dorado y puesto un pie dorado sobre un teponaxtle y el otro levantado agarrando dos flechas y al lado derecho de la dicha águila un ayácaxtle que es instrumento con que tocan y bailan los naturales y poco más abajo un atambor y al lado izquierdo dos lados del teponaxtle y más abajo un quetzale con que bailan como que les agarran una mano por el pie.
En el tercer cuartel una manta que hecha al remate y fin de sus armas una flor colorada que en su lengua llaman matlaxoxóchil y un pájaro picando una flor y al pie de dicha mata un árbol como que sale de él a quien en su lengua llaman mezquite, y al lado izquierdo un castillo sobre un cerro que tiene debajo una cueva grande y cerca del dicho castillo algunas piedras coloradas y blancas, y de cuatro troneras que tiene el dicho castillo salen tres flechas por una parte y en medio de la primera de arriba y la segunda sale un maixquahuitl, instrumento con que peleaban en su antigüedad y en las otras dos troneras del lado izquierdo salen otras dos flechas y en medio de ellas un maixquahuitl.
El cuarto cuartel una cabeza como que está acabada de degollar con una mano que sale por el lado derecho que la tiene pendiente de los cabellos y por el lado izquierdo otra mano que tiene asida un arco.
En medio de dichos cuatro cuarteles una cara que al parecer es y según dijeron los dichos gobernantes y alcaldes, de Chimalpopoca , cabeza de ellos y a cuyo gobierno estaban sujetos en su gentilidad. Las cuales armas como dicho es según y cómo están en el escudo presentado…”

## Cerro Colorado
El Cerro Colorado ha sido un elemento natural que le ha dado identidad a los pobladores de sus alrededores, ya que desde tiempos remotos desempeñó el papel de lugar sagrado. Sus innumerables cuevas fueron utilizadas como habitación para la realización de prácticas religiosas. En la época mesoamericana, y con base en sus cualidades defensivas, fue utilizado como fortaleza y centro religioso. Nuevamente en la Guerra de Independencia fue reacondicionado como fuerte. Actualmente es un sitio de peregrinación.
El papel protagónico que ha tenido el Cerro Colorado en la historia de Tehuacán, tiene su base en 2 actividades: la religiosa y la militar. Y si bien, en lo militar hoy ha perdido importancia, en lo religioso esta elevación sigue desempeñando un papel entre religioso y pagano, esto por el culto que se da a la santa cruz el tres de mayo de cada año. Todo lo anterior lo reafirman los restos arquitectónico-arqueológicos, las fuentes documentales, gráficas, leyendas e información oral.

## Política
El gobierno del municipio de Tehuacán le corresponde al Honorable Ayuntamiento, que tiene su sede en el Palacio Municipal, ubicado en la calle Rayón, número 7, colonia Centro, C. P. 75700.
El Ayuntamiento se encuentra conformado por un Presidente Municipal, un síndico y el cabildo integrado por 11 regidores —8 de los cuales son electos por mayoría relativa y los 3 restantes mediante el principio de representación proporcional—.

### Presidentes municipales
- (1993 – 1996): Arq. Arturo Barbosa Prieto
- (1996 – 1999): René Lezama Aradillas
- (1999 – 2002): Felipe Mojarro Arroyo
- (2002 - 2005): Ascensión Álvaro Alatriste Hidalgo
- (2005 - 2008): Francisco Javier Díaz Fernández
- (2008 - 2011): Félix Alejo Domínguez
- (2011 - 2014): Eliseo Lezama Prieto
- (2014 - 2018): Ernestina Fernández Méndez
- (2018 - 2019): Felipe de Jesús Patjane Martínez
- (2020 - 2021): Andrés Artemio Caballero López
- (2021 - 2024): Pedro Tepole Hernández

### Subdivisión administrativa
El municipio de Tehuacán se divide para su administración interior, además de la cabecera municipal, en 12 Juntas Auxiliares. En términos de la Ley Orgánica Municipal del estado de Puebla, las Juntas Auxiliares son electas mediante plebiscito popular, celebrado el cuarto domingo del mes de enero del año que corresponda, tomando posesión el segundo domingo del mes de febrero del mismo año. Duran en el desempeño de su cometido tres años.
Las Juntas Auxiliares son:
- La Magdalena Cuayucatepec
- San Cristóbal Tepeteopan
- San Diego Chalma
- San Lorenzo Teotipilco
- San Marcos Necoxtla
- San Nicolás Tetitzintla
- San Pablo Tepetzingo
- San Pedro Acoquiaco
- Santa Ana Teloxtoc
- Santa Catarina Otzolotepec
- Santa Cruz Acapa
- Santa María Coapan

### Hermanamientos
- México Heroica e Histórica Cuautla (1971)[29]
- México Huajuapan (1996)[30]
- México Xalapa (2019)[31]
- México Tlaxcala (2019)[32]

## Economía
Las principales actividades económicas del municipio son la agricultura, ganadería, industria, minería, turismo y comercio.
La principal actividad económica de Tehuacán es la industria avícola, esto es, la producción de huevo y pollo, lo que la ubica en el segundo lugar de la producción nacional en la materia. Por otra parte, ocupa lugar relevante en la economía doméstica la industria del vestido, aunque esta ha declinado en los dos últimos decenios de manera alarmante.

### Avicultura
Tehuacán es una ciudad media con una población de 319 mil 375 habitantes y una de las actividades productivas de mayor auge es la industria avícola, lo que la ubica en el segundo lugar de la producción nacional en la producción de huevo de plato. La industria avícola está conformada por un conjunto de empresas productoras de ave y huevo que económicamente dependen de una familia, el Grupo Romero que domina el mercado del producto; con razones sociales y marcas como El Calvario, Mr. Egg, Avícola Tehuacán, PATSA, IMSA y ALPES que agrupan más de 25 millones de aves ponedoras y reproductoras.
La derrama económica que representa esta actividad es fundamental para el sustento de muchas familias de la región que trabajan en las granjas que se encuentran ubicadas en casi todo espacio del Valle de Tehuacán, región que conforma la Reserva de la Biosfera Tehuacán-Cuicatlán. La producción de huevo y pollo representa una de las principales fuentes de empleo para los habitantes de la región y la economía de Tehuacán depende fuertemente del comportamiento financiero de este rubro.

### Industria textil
La industria de la confección se remonta a una antigüedad de tres décadas en Tehuacán. Originalmente, la producción estaba enfocada para el mercado doméstico y local, confeccionando camisas y pantalones de vestir, pantalones y prendas de mezclilla, uniformes, ropa interior y corsetería. Con la imposición del neoliberalismo en el territorio nacional en la década de los noventa, surge un boom maquilero que produjo un crecimiento de la industria del vestido a niveles insospechados, lo que llevó la producción a la exportación, la expansión industrial, la automatización de los procesos y a la generación de fuentes de empleo que demandaba mano de obra con gran avidez. En el año 1999, Tehuacán fue declarada la “Capital Mundial de los blue jeans” por parte de la Secretaría de Desarrollo Económico del Gobierno del estado de Puebla. La industria del vestido alcanzó una producción de 50 millones de prendas mensuales, sumando unas 700 maquiladoras y lavanderías de mezclilla en la zona.
Durante esa época, la ciudad incrementó fuertemente su población por la población inmigrante que era atraída por la ciudad a manera de un imán laboral debido a que en Tehuacán “no existe el desempleo”. Manchas urbanas sin planeación y desordenadas empezaron a aparecer en la periferia de la ciudad, áreas carentes de todo tipo de servicios urbanos surgían por doquier, y la población aumentaba día a día y de la misma manera la demanda de servicios por parte de toda la población.
La industria del vestido abrió un nuevo sendero industrial con la industria del lavado de mezclilla, las lavadoras de mezclilla iniciaron su aparición surgiendo por todas partes para atender la creciente demanda de “mezclilla deslavada” que apareció como moda temporal. El lavado de la mezclilla se realizaba exclusivamente utilizando solventes químicos, cuyos desechos eran vaciados por las industrias a la red de drenaje y alcantarillado público sin ningún tipo de tratamiento, logrando con ello contaminar fuertemente el Dren de Valsequillo, principal vía de conducción de agua de riego del Valle de Tehuacán y que transporta el vital líquido desde la presa del mismo nombre en zonas cercanas a la ciudad de Puebla.
Con la desaceleración económica que experimentó el mundo y, en particular, Estados Unidos, la industria maquiladora sufrió un fuerte revés y quebró un número incalculable de estas empresas produciendo una pléyade de desempleados que buscaron su reubicación en las lavanderías de mezclilla que hasta la fecha funcionan en la zona y que aumentaron su número por el revés de la industria del vestido. Con ello aumentó la cantidad de desechos químicos vertidos hacia el Dren de Valsequillo, agudizando aún más la contaminación de las aguas de riego que ahí fluyen.

### Agricultura

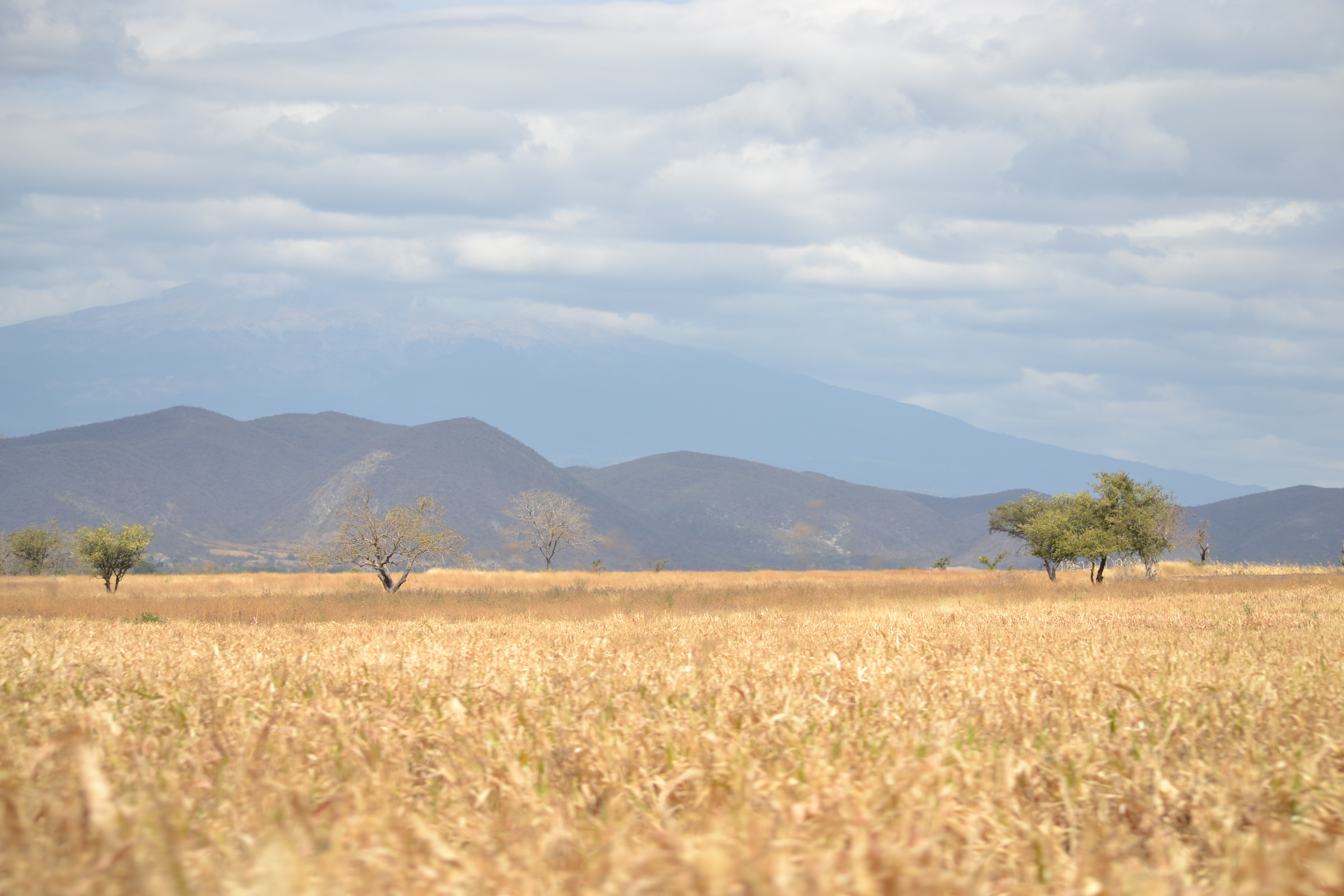
Paisaje en el Valle de Tehuacán.

Los principales cultivos del municipio son el maíz, la alfalfa, el trigo, la cebada y el café. Más recientemente se ha sembrado sorgo con éxito debido a la gran demanda del sector agrícola. Recientes inversiones en la agricultura controlada y de alta tecnología han logrado nivel internacional.
Al paso del tiempo el terreno agrícola ha ido mejorando y dependiendo de la regios y el clima se cultivan diferentes cultivos; como por ejemplo en municipios como Santiago Miahuatlán, Tepanco de López y Tlacotepec de Benito Juárez predominan los cultivos de maíz, frijol, calabaza, chayote chile ancho también conocido como chile miahuateco, otras regiones como Coxcatlán, Calipam o Zinacatepec se cultivan frutas como puede ser mango, durazno, chico zapote, así como el chile canario y los frijoles para la matanza, claro que con el apoyo del gobierno se han implementado invernaderos que mejoran la productividad de los pueblos y ayudan a la mejora de la economía de la región.
La superficie total sembrada (Hectáreas) fue en el 2011 de 9,398 con base al INEGI.

### Ganadería
Se cría ganado vacuno, porcino, equino, bovino, caprino de pastoreo. También la apicultura ha ganado gran importancia, con productos de excelente calidad para el consumo local y para la exportación. El ganado porcino y avícola son dos de los pilares más fuertes de la economía de la región.Tanto que Tehuacán es uno de los principales distribuidores de aves para consumo humano, y huevo del país.

### Gastronomía
La gastronomía de Tehuacán y la región es rica en sabores y texturas. La base de sus platillos son ingredientes endémicos y algunos son solo estacionales. Entre los platillos tradicionales más representativos está el mole de caderas que se elabora desde tiempos coloniales y cuyo sabor se basa en la crianza del ganado caprino durante el año, generalmente acompañado de una bebida tradicional conocida como lapo. La temporada de este platillo es entre los meses de octubre y noviembre. Otros platillos y comidas típicos de la región son la barbacoa de Santa María Coapan, el mole de guajolote de San José y Santiago Miahuatlán este último se caracteriza por ser el más rico y sabroso de todo el estado, el pan de burro, muéganos y nopal toro, tetechas, palmitos, tempesquistles, entre otros de una extensa variedad gastronómica. Bebidas tradicionales: pulque, mezcal, garambullo y lapo.

### Industria
La industria en Tehuacán es relativamente variada: industria de la confección, el zapato, bebidas y alimentos.
Tehuacán cuenta con un parque industrial, que favorece el desarrollo de las empresas locales además de contar con excelentes vías de comunicación aérea y terrestre.Por su ubicación geográfica se convierte en un punto estratégico de inversión para México.

### Artesanías
El ónix, el barro de Los Reyes Metzontla y el mármol de Tehuacán y San Antonio Texcala con los que se elaboran distintos artículos reconocidos a nivel nacional e internacional. Se elaboran textiles bordados en San Gabriel Chilac , con distintos diseños, alusivos a la flora y fauna de la zona.

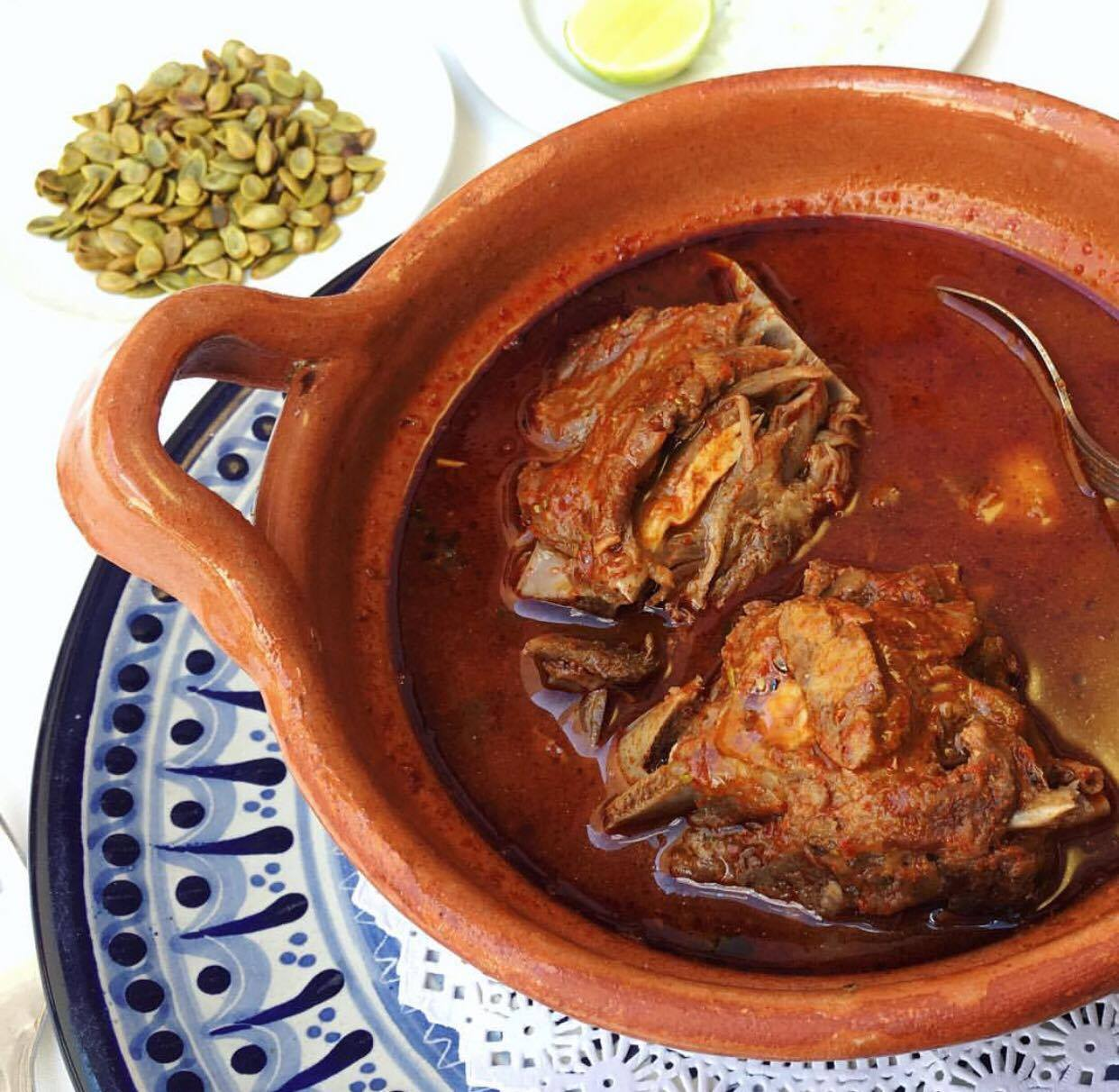
Tradicional mole de caderas.

### Minería
Los principales yacimientos en Tehuacán son de carbón, de piedra, canteras de pizarra, mármol y granito.

### Festival Étnico de la Matanza
Una de las más grandes tradiciones de Tehuacán es el mole de caderas, este platillo típico se elabora principalmente en el mes de octubre, del cual surge el festival de la Matanza, incluido desde 1997 en el directorio de festivales de CONACULTA y declarado patrimonio cultural del estado de Puebla el 22 de octubre de 2004. La matanza es una tradición que inició en los primeros años del siglo XVII, al ser introducido el ganado caprino en la Nueva España y comenzar así el mestizaje gastronómico que aportó a la gastronomía popular una gran variedad de platillos como el espinazo al mojo de ajo, espinazo al ajo arriero, ubres, riñones, lengua, cabeza, tacos con sesos, frijoles con pata de chivo y lo que con destreza de las cocineras fuera creado. El objetivo del Festival Étnico de la Matanza es integrar las producciones culturales más representativas de la región mixteco-poblana, la oaxaqueña y la guerrerense para contribuir a su difusión.

## Turismo

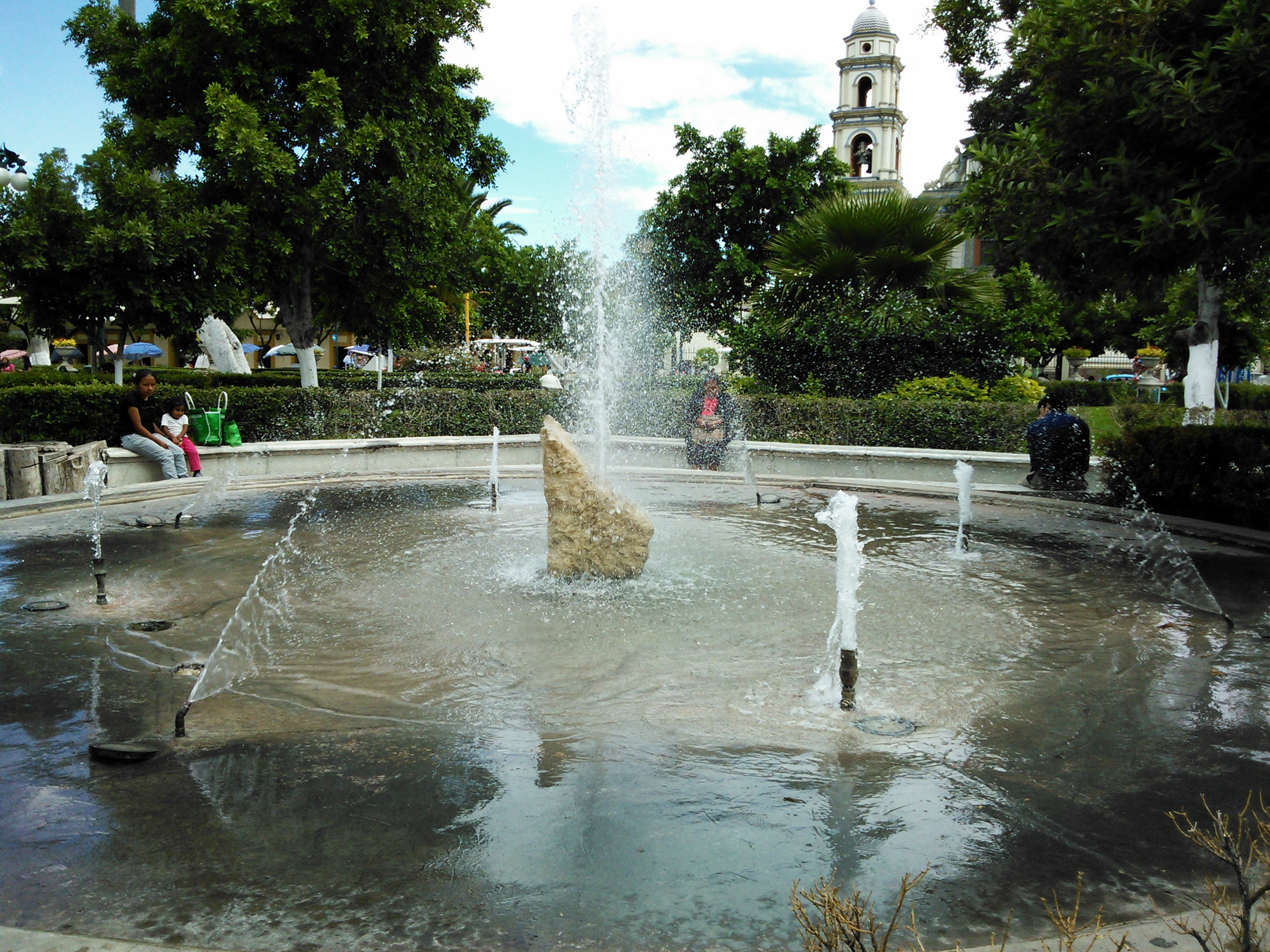
Parque Juárez.

Hay una gran variedad de zonas turísticas en la región, tanto naturales como culturales. Entre sus atractivos arquitectónicos están El Complejo Cultural y la Iglesia de "El Carmen", la Catedral de Tehuacán, la Iglesia de San Francisco, el Templo del Calvario, la iglesia de San Pedro Apóstol (Ácoquiaco), la Casa de la Cultura y el Museo del Valle de Tehuacán.
Sus atractivos naturales más importantes son los manantiales de Garci Crespo, Peñafiel, Balseca, El Riego y San Lorenzo; es la entrada a la Reserva de la biosfera Tehuacán Cuicatlán aproximadamente medio millón de hectáreas de área natural protegida donde se puede admirar entre otras cosas la cueva de las máscaras en la junta auxiliar de santa Ana teloxtoc, la cueva recibe este nombre ya que en esta fueron halladas varias máscaras de madera en perfecto estado de conservación que datan de la época prehispánica, otro lugar que se encuentra dentro de la reserva de la biosfera es el santuario de aves que es en donde se encuentra la población de guacamayas verdes más importante del mundo, aunque solo haya alrededor de cien ejemplares.[cita requerida] Jardín Botánico de Zapotitlán, San Juan Raya y las Lagunas de San Bernardino. En la zona de San Juan Raya pueden hallarse macrofósiles de caracoles y ammonitas diseminados en el paisaje. Estos fósiles pueden observarse a simple vista y palparse. Así mismo, conviene examinarlos con una lupa para apreciar mejor los detalles, pero no deben sustraerse ya que están protegidos por la ley.

### Palacio municipal
Se le conoce como "La Casa de los Altos" porque fue la primera construcción de dos pisos en toda la Ciudad y convertido, en 1855, en recinto de los poderes municipales. En su interior sobresale un mural de Luis, Rutilio y Santiago Carpinteyro llamado "Tehuacán y sus cinco regiones", que narra toda la historia de la Ciudad, desde su fundación hasta la época moderna. Por fuera, su belleza con inspiración morisca te dejará sorprendido, sobre todo porque alguna vez fue el edificio más alto.

### Ex-Convento de San Francisco
Construyéndose en el siglo XVI, su objetivo era contar con franciscanos de forma permanente ya que antes solo tenían presencia en Huejotzingo. Actualmente se encuentran algunos salones de la época, como el cuarto con un horno que quizá fue la cocina, la sala en donde se reunían a rezar, las celdas de los frailes y más. La fachada del templo es muy sencilla con una torre. Su altar mayor ahora está dedicado a San Francisco de Asís.

### Catedral de la Inmaculada Concepción
Su construcción inició con motivo de las celebraciones del 203 aniversario de la caída de Tenochtitlán y, como era costumbre de la época, se realizó con piedra y adobe. Aunque ahora es uno de los edificios más emblemáticos de la Ciudad, fue hasta 1962 que esta iglesia subió a la categoría de Catedral. Llama la atención los códices y plumas verdes de quetzal junto al término renacentista "hojas de canto"; sincretismo católico y prehispánico.
el 20 de octubre del 2018 fue nombrado por el Papa Francisco como obispo de la diócesis de Tehuacán.se trata de Gonzalo Alonso Calzada Guerrero, quien anteriormente desempeñaba su ministerio en Oaxaca.

### Iglesia y Ex-Convento de Nuestra Señora del Carmen
La iglesia cuenta con una arquitectura barroca mexicana del siglo XVIII, tiene techos de estilo franciscano hechos de viga, madera y terrado. Fray Nicolás de Santa María colocó la primera piedra el 24 de noviembre de 1748. Resaltan el estilo neoclásico y su arquitectura dedicada a la virgen del Carmen. Después de la Independencia se utilizó como cárcel, en este lugar estuvo recluido Benito Juárez.

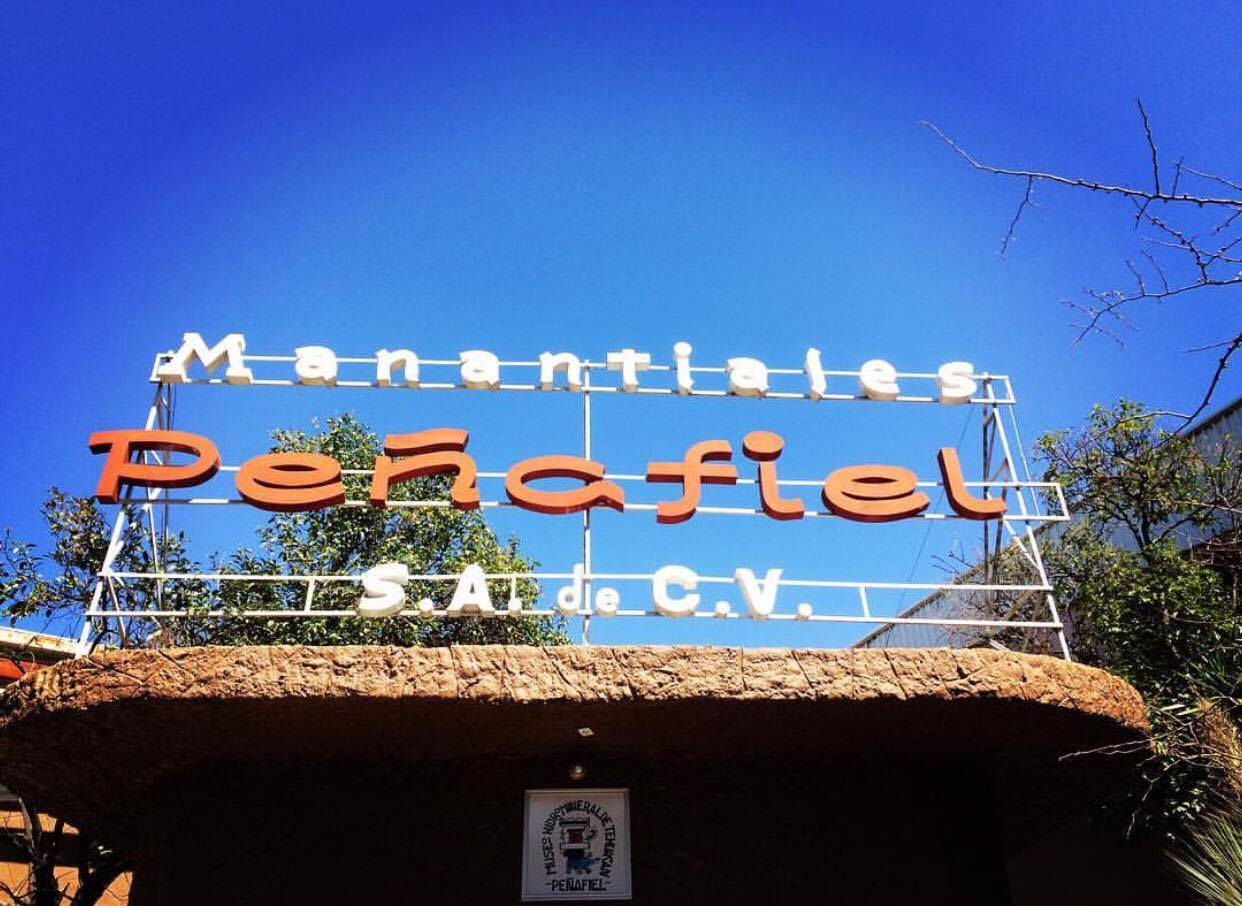
Museo Hidromineral de Peñafiel

### Museo Hidromineral de Peñafiel
Desde 1445 los pobladores del Valle de Tehuacán ya conocían las propiedades curativas del agua de manantial y Tehuacán es reconocido mundialmente por su riqueza hidromineral. El recorrido inicia en un bello jardín de cactáceas y termina en el lugar donde nace el agua; en el interior se encuentra un mural que revive la historia de Tehuacán, pintado por el maestro Desiderio Hernández Xochitiotzin.

### Jardín Botánico Helia Bravo Hollis
Ubicado dentro de la Reserva de la Biósfera Tehuacán-Cuicatlán, este jardín cuenta con una impresionante variedad de cactáceas en su entorno natural. Con una serie de senderos por los que puedes caminar, podrás apreciar estos enormes cactus algunos de los cuales están en peligro de extinción. Cuenta con alrededor de 2703 especies de plantas se han registrado en la zona, de las que el 30% son endémicas.  Ahí también se encuentra el Cerro de Cuthá, que fue sagrado para la cultura popoloca, y a sus faldas hay un horno de cal y una salina prehispánica.

### Zona arqueológica La Mesa

"Templo Mayor (Zona Arqueológica La Mesa)"

La zona arqueológica corresponde a la antigua ciudad sagrada Ndachjian más recientemente conocido como Tehuacán Viejo. Fue un centro ceremonial y religioso, pertenece a la cultura Nguiwa o Popoloca, establecidos entre los años 1000-1456 d. C.
Está ubicada sobre una meseta al pie de la elevación conocida como Cerro Colorado.
Sus edificaciones forman plazas agrupadas en conjuntos distribuidos de acuerdo a los desniveles naturales del terreno. Las plazas siguen el sistema mesoamericano de distribución del espacio consistente en amplias áreas delimitados por plataformas de diferentes niveles. En estos espacios yerguen basamentos piramidales de planta rectangular o semicircular con escalinatas adosadas y coronados por templos, residencias palaciegas para los gobernantes, altares central o al pie de los basamentos y grandes salas cuya cubierta se apoyaba en columnas.
La ciudad estuvo pavimentada con pisos de cal y contaba con drenajes para el control del agua así como depósitos para almacenarla. Aún se observan restos de los ductos excavados sobre roca y recubiertos de estuco atravesando los patios de las plazas.
Las construcciones residenciales y los recintos ceremoniales fueron realizados con muros de adobe, a diferencia de los basamentos piramidales y plataformas que fueron ejecutadas con piedra y lodo. Todos los muros, de piedra o adobe, tuvieron como acabado un recubrimiento de cal: Finalmente eran pintados de un solo color o con diferentes escenas.
Todos los edificios de la ciudad muestran dos etapas constructivas y algunos el inicio de una tercera.
Lo más sobresaliente de este lugar es el templo en donde se encontraron calaveras fijadas con estuco en los muros laterales. Parece que está dedicado al dios del inframundo, o Mictlantecuhtli, y también se le conoce como el Templo de las Calaveras. Es el único que se ha encontrado dedicado a la deidad de la muerte, pero también cuenta con otras edificaciones que son una muestra de la cultura popolaca. Igualmente, destaca el único templo dedicado a Xipe Tótec.
La zona arqueológica ocupa una extensión territorial de 126 hectáreas, de los cuales solo han sido explorado el 10%.

### Museo de Mineralogía
Este museo fue cerrado definitivamente el 20 de octubre de 2016, por decisión del cabildo de la presidenta Ernestina Fernández a propuesta, paradójicamente de los regidores de educación y cultura Bernardo Pozos y el de grupos vulnerables Víctor Rodríguez, con el argumento de que no dejaba dinero,  Con esto pasa a la historia como un ayuntamiento que desprecia la cultura.
De este museo tuvo su origen a las investigaciones del científico tehuacanero el doctor Miguel Romero Sánchez, quien a lo largo de su vida se dedicó a reunir una colección de más de diez mil muestras de minerales que dan un panorama histórico y geológico de la corteza terrestre, inaugurándose en 1998, un año después de la muerte del científico. El museo estuvo situado en el Complejo Cultural el Carmen.
Las piezas que se encontraban en este lugar fueron trasladadas al museo de la evolución tras la petición del gobierno del estado a la dueña de esta colección. 

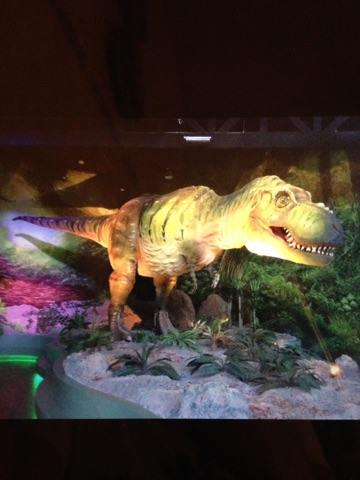
Museo de la Evolución

### Museo de la Evolución Tehuacán
Museo inaugurado en 2017, es el único en su tipo del país, especializado en la evolución de las especies y en la historia del cosmos, con énfasis en la evidencia fósil encontrada en el Estado.
Cuenta con cuatro salas:
Sala 1. Origen del universo y evolución de la vida.
Sala 2. Los gigantes del Mesozoico.
Sala 3. La expansión de los mamíferos.
Sala 4. Evolución y biodiversidad
En este museo encontraras datos referentes a la teoría del Big Bang, podrás aprender sobre asteroides y cometas. Encontraras los minerales más antiguos, y más adelante fósiles y reconstrucciones artísticas de animales, entre ellas los dinosaurios del periodo jurásico, cocodrilos y primeros mamíferos.

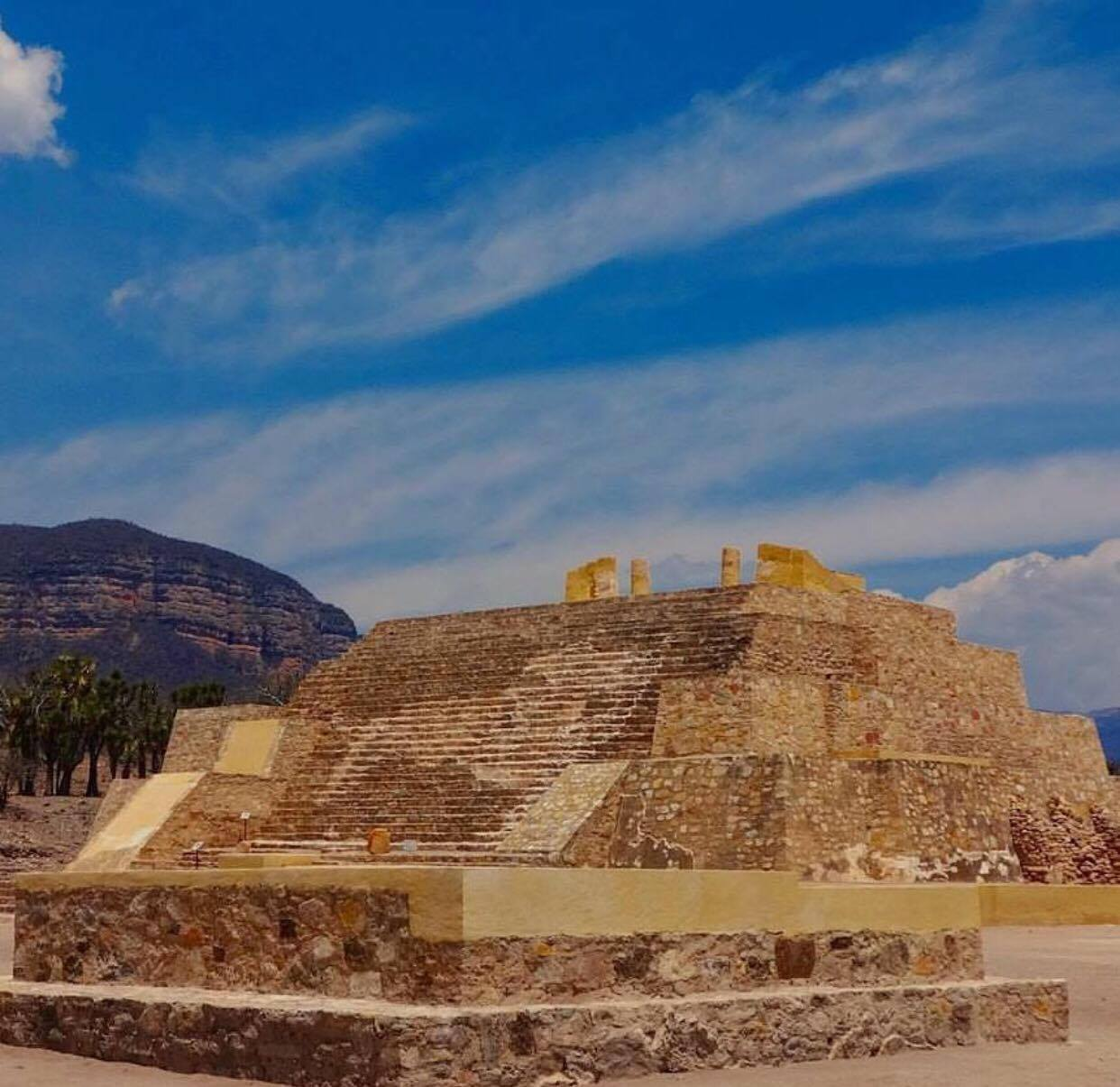
Zona arqueológica.

### Museo de Sitio y Zona arqueológica
En este museo es posible apreciar una colección de 80 piezas arqueológicas halladas en la zona de Tehuacán Viejo, antigua urbe de la cultura popoloca, la cual se encuentra ubicada en la población de San Diego Chalma. Estas figuras de barro son denominadas “Xantiles” especialmente representativas de la región que personifican a diferentes deidades.
Diego Prieto, responsable del despacho del INAH, dijo "El Museo de Sitio de Tehuacán, es la introducción al conocimiento de esta zona arqueológica que fue considerada el centro de culto y cabecera política más importante de la región durante el periodo posclásico, de manera que la arquitectura de Ndachjian o Tehuacán data del año 1000 d.C. al 1456 d.C., aproximadamente".

## Deportes
En la ciudad se cuenta con dos unidades deportivas, la unidad norte cuenta con 3 campos de fútbol de pasto sintético, y la pista de atletismo,  una cancha para frontón, una de tenis, un gimnasio para basquetbol y voleibol.  La unidad sur cuenta con una alberca olímpica, dos campos de fútbol de pasto sintético, una pista para atletismo, y canchas para basquetbol.
Tan solo en la ciudad hay varias ligas de fútbol, como es la liga Independencia, la unión deportiva y liga de fútbol Tehuacán, A.C. En esta última se cuenta con jugadores de diferentes categorías las cuales están divididas en dos sectores el infantil y el mayor:
El sector infantil cuenta con las siguientes categorías: biberones, chupones, mini poni, poni, infantil, juvenil, cadetes e intermedia,
El sector mayor está dividido en las categorías como: premier, primera fuerza,
máster oro, femenil, máster, y veteranos.  Con un total por los dos sectores de 235 equipos.
También cuenta con un equipo en la Tercera División de México; llamados Guerreros Tehuacán.
También se practica el taekwondo, la natación, el ciclismo de montaña, el atletismo entre otros deportes más.

### La Carrera Panamericana
Tehuacán hospeda La Carrera Panamericana durante el mes de octubre de cada año, en cuanto a la ruta que cubre depende de los organizadores, Tehuacán se ha vuelto una de las ciudades más importantes para el desarrollo de esta competencia.

## Época contemporánea
La ciudad de Tehuacán ha sido uno de los principales centros de comercio y empleo para más de 20 municipios que la rodean, y en la que radican aproximadamente medio millón de habitantes, de las cuales muchas inmigran a realizar alguna actividad comercial o a emplearse.
La ocupación a lo largo de los años ha estado marcada por etapas, en la década de los 30 floreció la industria de la jarcia, que fue una de las principales fuentes de empleo, en esta actividad coexistieron alrededor de 40 talleres que empleaban a hombres y mujeres dedicados especialmente a la confección de canastas y sombreros exportados al sur de los Estados Unidos, lugar en el que eran muy apreciados por la industria sureña norteamericana en los campos de algodón, naranja y fresa.
La industria refresquera fue otro sector que marcó toda una época en la vida laboral de Tehuacán, que llegó a tener ocho embotelladoras, de las cuales lograron sobresalir internacionalmente Peñafiel y Garci-Crespo, la primera sigue presente en el mercado nacional e internacional, mientras que la segunda cerró sus puertas hace más de 25 años. 
El declive después del esplendor de la jarcia, la industria refresquera, el auge de las maquiladoras y el gran repunte del sector avícola atrajo mano de obra; viéndose eclipsado por la automatización y sobre todo por la competencia con China. 
Hoy, con una industria refresquera y avícola automatizada, una maquiladora del vestido con altibajos y un comercio que lucha por mantenerse, Tehuacán comienza a inclinar ahora su balanza hacia otras actividades productivas, que son la fabricación de muebles rústicos, calzado del que se estima que hay por lo menos 100 talleres entre pequeños y medianos; la industria de alimentos, el plástico, joyería, es decir se ha diversificado más su producción lo que le ha permitido la generación de empleos y la captación de una gran parte de profesionistas que cada año egresan de las más de 20 instituciones de educación superior que hay en la ciudad.